# Liste der Monuments historiques in Dijon/Objekte
Die Liste der Monuments historiques in Dijon/Objekte führt die als Monument historique geschützten mobilen Objekte in der französischen Gemeinde Dijon auf.

## Liste der Objekte
| Bezeichnung                                                                                 | Beschreibung | Standort                                                                                  | Kennzeichnung | Schutzstatus   | Datum     | Bild           |
| ------------------------------------------------------------------------------------------- | --- | ----------------------------------------------------------------------------------------- | ------------- | -------------- | --------- | -------------- |
| Relief Mariä Himmelfahrt                                                                    | Bronze, vergoldet, 18. Jahrhundert, Bildhauer Claude-François Attiret; aus der Sainte-Chapelle | in der Kathedrale St-Bénigne (Lage)                                                       | PM21000725    | Classé         | 1840      |                |
| Grabdenkmal für Jean de Berbisey                                                            | Marmor, um 1700 | in der Kathedrale St-Bénigne (Lage)                                                       | PM21000726    | Classé         | 1840      | weitere Bilder |
| Grabdenkmal für Claude Frémyot                                                              | Marmor, Kalkstein, bezeichnet 1670; aus der Kirche Notre-Dame | in der Kathedrale St-Bénigne (Lage)                                                       | PM21000727    | Classé         | 1840      | weitere Bilder |
| Grabdenkmal für Jean-Baptiste Legoux de la Berchère                                         | Marmor, bezeichnet 1633, Bildhauer Guillaume Berthelot | in der Kathedrale St-Bénigne (Lage)                                                       | PM21000728    | Classé         | 1840      |                |
| Grabdenkmal für Marguerite Brulart                                                          | Marmor, bezeichnet 1633, Bildhauer Guillaume Berthelot | in der Kathedrale St-Bénigne (Lage)                                                       | PM21000729    | Classé         | 1840      |                |
| Grabstein für Guillaume Sacquenier                                                          | Kalkstein, bezeichnet 1517 | in der Kathedrale St-Bénigne (Lage)                                                       | PM21000730    | Classé         | 1840      | weitere Bilder |
| Grabstein für Tabourot des Accords                                                          | Kalkstein, bezeichnet 1590 | in der Kathedrale St-Bénigne (Lage)                                                       | PM21000731    | Classé         | 1840      |                |
| Grabstein für Claude Lefèvre                                                                | Kalkstein, bezeichnet 1566 | in der Kathedrale St-Bénigne (Lage)                                                       | PM21000732    | Classé         | 1840      | weitere Bilder |
| Grabstein für Druyes d’Éguilly                                                              | Kalkstein, bezeichnet 1343 | in der Kathedrale St-Bénigne (Lage)                                                       | PM21000733    | Classé         | 1840      | weitere Bilder |
| Grabstein für Władysław von Kujawien                                                        | Kalkstein, bezeichnet 1388 | in der Kathedrale St-Bénigne (Lage)                                                       | PM21000734    | Classé         | 1840      | weitere Bilder |
| Zwei Engelsskulpturen                                                                       | Kalkstein, 19. Jahrhundert | in der Kathedrale St-Bénigne (Lage)                                                       | PM21000735    | Classé         | 1840      |                |
| Skulptur Madonna mit Kind                                                                   | Kalkstein, 17. Jahrhundert, Bildhauer Jean Dubois | in der Kathedrale St-Bénigne (Lage)                                                       | PM21000736    | Classé         | 1901      | weitere Bilder |
| Skulptur Heiliger Anianus von Orléans                                                       | Holz, 17. Jahrhundert, Bildhauer Jean Dubois | in der Kathedrale St-Bénigne (Lage)                                                       | PM21000737    | Classé         | 1901      |                |
| Wandvertäfelung                                                                             | Holz, 18. Jahrhundert; aus der Abtei Notre-Dame-de-la-Charité in Neuvelle-lès-la-Charité | in der Kathedrale St-Bénigne (Lage)                                                       | PM21000739    | Classé         | 1908      |                |
| Chorgestühl                                                                                 | Holz, 18. Jahrhundert; aus der Abtei Notre-Dame-de-la-Charité in Neuvelle-lès-la-Charité | in der Kathedrale St-Bénigne (Lage)                                                       | PM21000740    | Classé         | 1908      |                |
| Gemälde Verklärung Christi                                                                  | Ölfarbe auf Leinwand, 1643 von Luc Despêches | in der Kathedrale St-Bénigne (Lage)                                                       | PM21000741    | Classé         | 1908      |                |
| Skulptur Heiliger Medardus                                                                  | Kalkstein, 17. Jahrhundert, Bildhauer Jean Dubois; aus der Kirche St-Médard | in der Kathedrale St-Bénigne (Lage)                                                       | PM21000742    | Classé         | 1908      | weitere Bilder |
| Skulptur Heiliger Stefan                                                                    | Kalkstein, 17. Jahrhundert, Bildhauer Jean Dubois; aus der Kirche St-Médard | in der Kathedrale St-Bénigne (Lage)                                                       | PM21000743    | Classé         | 1908      | weitere Bilder |
| Skulpturgruppe Kreuztragende Engelchen                                                      | Kalkstein, 17. Jahrhundert, Bildhauer Jean Dubois; aus der Abtei St-Étienne | in der Kathedrale St-Bénigne (Lage)                                                       | PM21000744    | Classé         | 1908      |                |
| Lesepult                                                                                    | Holz, 17. Jahrhundert | in der Kathedrale St-Bénigne (Lage)                                                       | PM21000747    | Classé         | 1908      |                |
| Kanzel                                                                                      | Eichenholz, 1897, Bildhauer Xavier Schanosky und Paul Gasq; mit älteren Teilen | in der Kathedrale St-Bénigne (Lage)                                                       | PM21000748    | Classé         | 1908      | weitere Bilder |
| Gemälde Mystische Vermählung der heiligen Katharina von Siena                               | Ölfarbe auf Leinwand, erste Hälfte des 17. Jahrhunderts von Philippe Quantin | in der Kathedrale St-Bénigne (Lage)                                                       | PM21000749    | Classé         | 1913      | weitere Bilder |
| Gemälde Thomas von Aquin am Schreibpult, umgeben von Petrus, Paulus und einem Stifter       | Ölfarbe auf Leinwand, erste Hälfte des 17. Jahrhunderts von Philippe Quantin | in der Kathedrale St-Bénigne (Lage)                                                       | PM21000750    | Classé         | 1913      |                |
| Gemälde Heiliger Antoninus von Florenz                                                      | Ölfarbe auf Leinwand, erste Hälfte des 17. Jahrhunderts von Philippe Quantin | in der Kathedrale St-Bénigne (Lage)                                                       | PM21000751    | Classé         | 1913      | weitere Bilder |
| Gemälde Mariä Verkündigung                                                                  | Ölfarbe auf Leinwand, 17. Jahrhundert, Marten de Vos zugeschrieben | in der Kathedrale St-Bénigne (Lage)                                                       | PM21000752    | Classé         | 1913      | weitere Bilder |
| Gemälde Kruzifix                                                                            | Ölfarbe auf Leinwand, 17. Jahrhundert; nach Guido Reni | in der Kathedrale St-Bénigne (Lage)                                                       | PM21000753    | Classé         | 1913      |                |
| Gemälde Darstellung des Herrn                                                               | Ölfarbe auf Leinwand, 1737 von Franz Anton Kraus | in der Kathedrale St-Bénigne (Lage)                                                       | PM21000754    | Classé         | 1913      | weitere Bilder |
| Gemälde Marienhochzeit                                                                      | Ölfarbe auf Leinwand, 17. Jahrhundert | in der Kathedrale St-Bénigne (Lage)                                                       | PM21000755    | Classé         | 1913      | weitere Bilder |
| Skulptur Johannes Evangelist                                                                | Kalkstein, 1776, Bildhauer Claude-François Attiret; aus der Sainte-Chapelle | in der Kathedrale St-Bénigne (Lage)                                                       | PM21000756    | Classé         | 1913      | weitere Bilder |
| Büsten der zwölf Apostel                                                                    | Kalkstein, 17. Jahrhundert, Bildhauer Jean Dubois; aus der Abtei St-Étienne | in der Kathedrale St-Bénigne (Lage)                                                       | PM21000758    | Classé         | 1913      | weitere Bilder |
| Gemälde Kreuzabnahme                                                                        | Ölfarbe auf Leinwand, um 1700, Jean-Baptiste Jouvenet zugeschrieben | in der Kathedrale St-Bénigne (Lage)                                                       | PM21000759    | Classé         | 1913      |                |
| Skulptur Heiliger Andreas                                                                   | Kalkstein, zweite Hälfte des 18. oder frühes 19. Jahrhundert, Bildhauer Claude-François Attiret | in der Kathedrale St-Bénigne (Lage)                                                       | PM21000760    | Classé         | 1913      | weitere Bilder |
| Glocke                                                                                      | Bronze, 1751 gegossen | in der Kathedrale St-Bénigne (Lage)                                                       | PM21000761    | Classé         | 1943      |                |
| Gemälde Gastmahl bei Simon                                                                  | Ölfarbe auf Leinwand, 18. Jahrhundert, von Franz-Anton Kraus | in der Kathedrale St-Bénigne (Lage)                                                       | PM21000762    | Classé         | 1963      | weitere Bilder |
| Kelch                                                                                       | Silber, vergoldet, gemarkt 1738/39, Goldschmied Guillaume Jacob; im Musée d’art sacré de Dijon deponiert | in der Kathedrale St-Bénigne (Lage)                                                       | PM21000763    | Classé         | 1965      |                |
| Kelch                                                                                       | Silber, vergoldet, gemarkt 1731/32, Goldschmied Martin Brunot; im Musée d’art sacré de Dijon deponiert | in der Kathedrale St-Bénigne (Lage)                                                       | PM21000764    | Classé         | 1965      |                |
| Kelch                                                                                       | Silber, vergoldet, 18. Jahrhundert | in der Kathedrale St-Bénigne (Lage)                                                       | PM21000765    | Classé         | 1965      |                |
| Kelch                                                                                       | Silber, 18. Jahrhundert | in der Kathedrale St-Bénigne (Lage)                                                       | PM21000766    | Classé         | 1965      |                |
| Kelch                                                                                       | Silber, 19. Jahrhundert | in der Kathedrale St-Bénigne (Lage)                                                       | PM21000767    | Classé         | 1965      |                |
| Tablett mit zwei Messkännchen                                                               | Silber, 18. und frühes 19. Jahrhundert | in der Kathedrale St-Bénigne (Lage)                                                       | PM21000768    | Classé         | 1965      |                |
| Tablett mit zwei Messkännchen                                                               | Silber, 19. Jahrhundert | in der Kathedrale St-Bénigne (Lage)                                                       | PM21000769    | Classé         | 1965      |                |
| Relief Stier                                                                                | Marmor, 14. Jahrhundert; Fragment eines Altars | in der Kathedrale St-Bénigne (Lage)                                                       | PM21000771    | Classé         | 1974      |                |
| Gemälde Christus erscheint einem Geistlichen                                                | Ölfarbe auf Leinwand, 17. Jahrhundert | in der Kathedrale St-Bénigne (Lage)                                                       | PM21000772    | Classé         | 1983      |                |
| Gemälde Christi Himmelfahrt                                                                 | Ölfarbe auf Leinwand, vergoldeter Holzrahmen, 1757 von Jean-François Barnou | in der Kathedrale St-Bénigne (Lage)                                                       | PM21000773    | Classé         | 1983      |                |
| Gemälde Noli me tangere                                                                     | Ölfarbe auf Leinwand, 17. Jahrhundert | in der Kathedrale St-Bénigne (Lage)                                                       | PM21000774    | Classé         | 1983      |                |
| Vier Glocken                                                                                | Bronze, 17. bis 19. Jahrhunderts; die vier tiefsten Glocken des Glockenspiels | in der Kathedrale St-Bénigne (Lage)                                                       | PM21000775    | Classé         | 1987      |                |
| Drei Glocken                                                                                | Bronze, 1862 gegossen | in der Kathedrale St-Bénigne (Lage)                                                       | PM21000776    | Classé         | 1983      |                |
| Skulptur Heiliger Josef mit Jesuskind                                                       | Kalkstein, zwischen 1718 und 1725, Bildhauer Jean-Baptiste Bouchardon | in der Kathedrale St-Bénigne (Lage)                                                       | PM21000844    | Classé         | 1908      |                |
| Skulptur Johannes der Täufer                                                                | Kalkstein, 17. Jahrhundert, Bildhauer Étienne Masson; im Musée d’art sacré de Dijon deponiert (?) | in der Kathedrale St-Bénigne (Lage)                                                       | PM21000845    | Classé         | 1913      |                |
| Orgel                                                                                       | Ensemble aus PM21000738 und PM21002654 | in der Kathedrale St-Bénigne (Lage)                                                       | PM21003097    | Classé         | 1908      | weitere Bilder |
| Orgelprospekt                                                                               | zwischen 1743 und 1745 von Edme Marlet gebaut | in der Kathedrale St-Bénigne (Lage)                                                       | PM21000738    | Classé         | 1908      | weitere Bilder |
| Instrumentalteil der Orgel                                                                  | 1743 von Karl Joseph Riepp gebaut | in der Kathedrale St-Bénigne (Lage)                                                       | PM21002654    | Classé         | 1908      |                |
| Grabdenkmal für François Rivet                                                              | Stein, Marmor, Bronze, 1900, Bildhauer Paul Gasq nach einem Entwurf von Charles Suisse | in der Kathedrale St-Bénigne (Lage)                                                       | PM21003519    | Inscrit        | 1974      | weitere Bilder |
| Expositionsnische                                                                           | Holz, farbig gefasst und vergoldet, 18. Jahrhundert | in der Kathedrale St-Bénigne (Lage)                                                       | PM21004891    | Inscrit        | 2013      |                |
| Teppich                                                                                     | Tapisserie, zwischen 1909 und 1920 angefertigt, Entwurf Louis Denizot | in der Kathedrale St-Bénigne (Lage)                                                       | PM21004892    | Classé         | 2019      |                |
| Missionskreuz                                                                               | Holz, farbig gefasst, Metall, vergoldet, zweites Viertel des 19. Jahrhunderts | in der Kathedrale St-Bénigne (Lage)                                                       | PM21004893    | Inscrit        | 2013      |                |
| Kruzifixus                                                                                  | Fragment; Stein, Anfang des 15. Jahrhunderts, Claus de Werve zugeschrieben | in der Kathedrale St-Bénigne (Lage)                                                       | PM21005129    | Inscrit        | 2014      |                |
| Ziborium                                                                                    | Silber, vergoldet, zwischen 1798 und 1829, Goldschmied François Regnier | in der Kathedrale St-Bénigne (Lage)                                                       | PM21005130    | Inscrit        | 2014      |                |
| Krankenziborium                                                                             | Silber, zwischen 1819 und 1838 | in der Kathedrale St-Bénigne (Lage)                                                       | PM21005131    | Inscrit        | 2014      |                |
| Wasserkanne und Ablutionsschale                                                             | Silber, zwischen 1809 und 1825, Goldschmied Pierre Paraud | in der Kathedrale St-Bénigne (Lage)                                                       | PM21005132    | Inscrit        | 2014      |                |
| Monstranz                                                                                   | Silber und Bronze, vergoldet, Email, Aquamarin, zwischen 1847 und 1897, Goldschmied Placide Poussielgue-Rusand | in der Kathedrale St-Bénigne (Lage)                                                       | PM21005133    | Inscrit        | 2014      |                |
| Kreuzweg                                                                                    | Bronze, vergoldet, Email, 1894, Goldschmied Placide Poussielgue-Rusand | in der Kathedrale St-Bénigne (Lage)                                                       | PM21005134    | Inscrit        | 2014      |                |
| Kelch und Patene                                                                            | Silber, vergoldet, Email, 1889, von Demarquet Frères | in der Kathedrale St-Bénigne (Lage)                                                       | PM21005135    | Inscrit        | 2014      |                |
| Kelch und Patene                                                                            | Silber, vergoldet, Email, Elfenbein, Perlen, Edelsteine, 1927, Goldschmied Henri Dejouy | in der Kathedrale St-Bénigne (Lage)                                                       | PM21005136    | Inscrit        | 2014      |                |
| Gemälde Porträt von Hector-Bernard Pouffier                                                 | Ölfarbe auf Leinwand, vergoldeter Holzrahmen, erste Hälfte des 18. Jahrhunderts | im Collège des Godrans (Académie des Sciences, Arts et Belles-Lettres de Dijon) (Lage)    | PM21003179    | Classé         | 2011      |                |
| Gemälde Porträt von Henriette de Loriol                                                     | Ölfarbe auf Leinwand, vergoldeter Holzrahmen, bezeichnet 1774 | im Collège des Godrans (Académie des Sciences, Arts et Belles-Lettres de Dijon) (Lage)    | PM21003180    | Classé         | 2011      |                |
| Gemälde Porträt von Charles Gravier de Vergennes                                            | Ölfarbe auf Leinwand, vergoldeter Holzrahmen, bezeichnet 1785; nach Antoine-François Callet | im Collège des Godrans (Académie des Sciences, Arts et Belles-Lettres de Dijon) (Lage)    | PM21003181    | Classé         | 2011      |                |
| Gemälde Porträt von Hugues Maret                                                            | Ölfarbe auf Leinwand, vergoldeter Holzrahmen, bezeichnet 1785 | im Collège des Godrans (Académie des Sciences, Arts et Belles-Lettres de Dijon) (Lage)    | PM21003182    | Classé         | 2011      |                |
| Gemälde Porträt von Père Augustin Joly                                                      | Ölfarbe auf Leinwand, vergoldeter Holzrahmen, erste Hälfte des 18. Jahrhunderts | im Collège des Godrans (Académie des Sciences, Arts et Belles-Lettres de Dijon) (Lage)    | PM21003183    | Classé         | 2011      |                |
| Gemälde Porträt von Jacques Louis de Valon                                                  | Ölfarbe auf Leinwand, vergoldeter Holzrahmen, Anfang des 18. Jahrhunderts (?) | im Collège des Godrans (Académie des Sciences, Arts et Belles-Lettres de Dijon) (Lage)    | PM21003184    | Classé         | 2011      |                |
| Gemälde Porträt von Joseph Durey de Sauvoy du Terrail                                       | Ölfarbe auf Leinwand, vergoldeter Holzrahmen, bezeichnet 1768, Charles Le Brun zugeschrieben | im Collège des Godrans (Académie des Sciences, Arts et Belles-Lettres de Dijon) (Lage)    | PM21003185    | Classé         | 2011      |                |
| Gemälde Porträt von Jean-Jacques Bouhier de Lantenay                                        | Ölfarbe auf Leinwand, vergoldeter Holzrahmen, 1731 von Henry Guillemart; im Musée d’art sacré deponiert | im Collège des Godrans (Académie des Sciences, Arts et Belles-Lettres de Dijon) (Lage)    | PM21003186    | Classé         | 2011      |                |
| Gemälde Sitzung der Akademie                                                                | Ölfarbe auf Leinwand, vergoldeter Holzrahmen, 1923 von Louis Gaillac | im Collège des Godrans (Académie des Sciences, Arts et Belles-Lettres de Dijon) (Lage)    | PM21003187    | Classé         | 2011      |                |
| Zwei Ballotage-Urnen                                                                        | Lindenholz (?), erste Hälfte des 19. Jahrhunderts | im Collège des Godrans (Académie des Sciences, Arts et Belles-Lettres de Dijon) (Lage)    | PM21003188    | Classé         | 2011      |                |
| Zwei Ballotage-Urnen und vierzig Kugeln                                                     | Lindenholz (?), bemalt, erste Hälfte des 19. Jahrhunderts | im Collège des Godrans (Académie des Sciences, Arts et Belles-Lettres de Dijon) (Lage)    | PM21003189    | Classé         | 2011      |                |
| Schreibtisch                                                                                | Buchen- und Tannenholz, Bronze, vergoldet, Leder, erste Hälfte des 18. Jahrhunderts | im Collège des Godrans (Académie des Sciences, Arts et Belles-Lettres de Dijon) (Lage)    | PM21003190    | Classé         | 2011      |                |
| Barometer von Antoine Laurent de Lavoisier                                                  | 1779 angefertigt; um ein Thermometer ergänzt | im Collège des Godrans (Académie des Sciences, Arts et Belles-Lettres de Dijon) (Lage)    | PM21003191    | Classé         | 2011      |                |
| Gemälde Apotheose von Bénigne Le Gouz de Gerland                                            | Ölfarbe auf Leinwand, vergoldeter Holzrahmen, 1776 von Claude-Jean-Baptiste Hoin | im Collège des Godrans (Académie des Sciences, Arts et Belles-Lettres de Dijon) (Lage)    | PM21003192    | Classé         | 2011      |                |
| Grafik Minerva windet Lorbeerkränze                                                         | Kreide auf Papier, vergoldeter Holzrahmen, Ende des 18. Jahrhunderts, von François Devosge | im Collège des Godrans (Académie des Sciences, Arts et Belles-Lettres de Dijon) (Lage)    | PM21003193    | Classé         | 2011      |                |
| Grafik Venus von Pontailler-sur-Saône                                                       | Tusche auf Papier, Ende des 18. Jahrhunderts, von François Devosge | im Collège des Godrans (Académie des Sciences, Arts et Belles-Lettres de Dijon) (Lage)    | PM21003194    | Classé         | 2011      |                |
| Grafik Der in Plombières-lès-Dijon zu Ehren des Grand Dauphin errichtete Obelisk            | Tusche auf Papier, Holzrahmen, bezeichnet 1674 | im Collège des Godrans (Académie des Sciences, Arts et Belles-Lettres de Dijon) (Lage)    | PM21003195    | Classé         | 2011      |                |
| Grafik Porträt eines Mannes                                                                 | Kreide auf Papier, Holzrahmen, Ende des 18. Jahrhunderts, von François Devosge | im Collège des Godrans (Académie des Sciences, Arts et Belles-Lettres de Dijon) (Lage)    | PM21003196    | Classé         | 2011      |                |
| Grafik Entwurf eines allegorischen Frontispiz’                                              | Tusche auf Papier, Ende des 18. Jahrhunderts, von François Devosge | im Collège des Godrans (Académie des Sciences, Arts et Belles-Lettres de Dijon) (Lage)    | PM21003197    | Classé         | 2011      |                |
| Grafik Porträt von François Devosge                                                         | Kupferstich auf Papier, vergoldeter Holzrahmen, 1812 von Anatole Devosge; mit Druckplatte | im Collège des Godrans (Académie des Sciences, Arts et Belles-Lettres de Dijon) (Lage)    | PM21003198    | Classé         | 2011      |                |
| Zwei Gemälde: Philipp der Gute und Isabelle von Portugal                                    | Gouache auf Papier, 1830 von Théodore de Jolimont | im Collège des Godrans (Académie des Sciences, Arts et Belles-Lettres de Dijon) (Lage)    | PM21003199    | Classé         | 2011      |                |
| Zwei Gemälde: Nicolas Rolins und Guigone de Salins                                          | Gouache auf Papier, 1845 von Théodore de Jolimont; nach Rogier van der Weyden | im Collège des Godrans (Académie des Sciences, Arts et Belles-Lettres de Dijon) (Lage)    | PM21003200    | Classé         | 2011      |                |
| Grafik Apotheose des Burgunds                                                               | Kreide auf Papier, 1858 von Pierre-Paul Darbois | im Collège des Godrans (Académie des Sciences, Arts et Belles-Lettres de Dijon) (Lage)    | PM21003201    | Classé         | 2011      |                |
| Gemälde Porträt von Philipp dem Guten                                                       | Ölfarbe auf Holz, 15. Jahrhundert | im Collège des Godrans (Académie des Sciences, Arts et Belles-Lettres de Dijon) (Lage)    | PM21003202    | Classé         | 2011      |                |
| Siegel von Bénigne Frémyot                                                                  | Bronze, 1595 | im Collège des Godrans (Académie des Sciences, Arts et Belles-Lettres de Dijon) (Lage)    | PM21003203    | Classé         | 2011      |                |
| Gemälde Abbruch der Rotunde von St-Bénigne im April 1792                                    | Ölfarbe auf Holz, bezeichnet 1792 | im Collège des Godrans (Académie des Sciences, Arts et Belles-Lettres de Dijon) (Lage)    | PM21003204    | Classé         | 2011      |                |
| 16 Lehnstühle                                                                               | Nussbaumholz, 1774 | im Collège des Godrans (Académie des Sciences, Arts et Belles-Lettres de Dijon) (Lage)    | PM21004824    | Inscrit        | 2009      |                |
| Schreibtisch                                                                                | Obstbaumholz, Bronze, vergoldet, Anfang des 18. Jahrhunderts | im Collège des Godrans (Académie des Sciences, Arts et Belles-Lettres de Dijon) (Lage)    | PM21004825    | Inscrit        | 2009      |                |
| Grafik Porträt von Albin Roussin                                                            | Tusche auf Papier, vergoldeter Holzrahmen, Mitte des 19. Jahrhunderts | im Collège des Godrans (Académie des Sciences, Arts et Belles-Lettres de Dijon) (Lage)    | PM21004826    | Inscrit        | 2009      |                |
| Grafik Porträt von Gabriel Peignot                                                          | Druckerschwärze auf Papier, vergoldeter Holzrahmen, Mitte des 19. Jahrhunderts | im Collège des Godrans (Académie des Sciences, Arts et Belles-Lettres de Dijon) (Lage)    | PM21004827    | Inscrit        | 2009      |                |
| Grafik Porträt von Louis Bernard Guyton de Morveau                                          | Druckerschwärze auf Papier, Mitte des 19. Jahrhunderts | im Collège des Godrans (Académie des Sciences, Arts et Belles-Lettres de Dijon) (Lage)    | PM21004828    | Inscrit        | 2009      |                |
| Gemälde Porträt von Georges-Louis Leclerc de Buffon                                         | Ölfarbe auf Leinwand, vergoldeter Holzrahmen, zweite Hälfte des 18: Jahrhunderts (?) | im Collège des Godrans (Académie des Sciences, Arts et Belles-Lettres de Dijon) (Lage)    | PM21004829    | Inscrit        | 2009      |                |
| Relief Medaillon des Grand Dauphin                                                          | Marmor, 1675/76, Bildhauer Jean Dubois; im Musée des Beaux-Arts deponiert | im Collège des Godrans (Académie des Sciences, Arts et Belles-Lettres de Dijon) (Lage)    | PM21006681    | Inscrit        | 2022      |                |
| Büste von Georges-Louis Leclerc de Buffon                                                   | Keramik, bronziert, Marmor, vor 1775, Bildhauer Augustin Pajou | im Collège des Godrans (Bibliothèque patrimoniale et d’étude) (Lage)                      | PM21000976    | Classé         | 1919      |                |
| Büste von Prosper Jolyot de Crébillon                                                       | Keramik, vor 1770, Bildhauer Jean-Baptiste Lemoyne | im Collège des Godrans (Bibliothèque patrimoniale et d’étude) (Lage)                      | PM21000977    | Classé         | 1919      |                |
| Büste von Charles de Brosse                                                                 | Keramik, vor 1770, Bildhauer Jean-Baptiste Lemoyne | im Collège des Godrans (Bibliothèque patrimoniale et d’étude) (Lage)                      | PM21000978    | Classé         | 1919      |                |
| Büste von Jacques Bénigne Bossuet                                                           | Kalkstein, vor 1794, Bildhauer Claude-François Attiret | im Collège des Godrans (Bibliothèque patrimoniale et d’étude) (Lage)                      | PM21000979    | Classé         | 1919      |                |
| Büste von Jean-Jacques Bouhier de Lantenay                                                  | Kalkstein, vor 1774, Bildhauer Claude-François Attiret | im Collège des Godrans (Bibliothèque patrimoniale et d’étude) (Lage)                      | PM21000980    | Classé         | 1919      |                |
| Büste von Noël Bouton de Chamilly                                                           | Kalkstein, vor 1794, Bildhauer Claude-François Attiret | im Collège des Godrans (Bibliothèque patrimoniale et d’étude) (Lage)                      | PM21000981    | Classé         | 1919      |                |
| Büste von Charles Fevret                                                                    | Kalkstein, vor 1794, Bildhauer Claude-François Attiret | im Collège des Godrans (Bibliothèque patrimoniale et d’étude) (Lage)                      | PM21000982    | Classé         | 1919      |                |
| Büste von Pierre Jeannin                                                                    | Kalkstein, vor 1794, Bildhauer Claude-François Attiret | im Collège des Godrans (Bibliothèque patrimoniale et d’étude) (Lage)                      | PM21000983    | Classé         | 1919      |                |
| Büste von Voltaire                                                                          | Kalkstein, 1766, Bildhauer Claude-François Attiret | im Collège des Godrans (Bibliothèque patrimoniale et d’étude) (Lage)                      | PM21000984    | Classé         | 1919      |                |
| Büste von Sébastien Le Prestre de Vauban                                                    | Kalkstein, vor 1794, Bildhauer Claude-François Attiret | im Collège des Godrans (Bibliothèque patrimoniale et d’étude) (Lage)                      | PM21000985    | Classé         | 1919      |                |
| Büste von Alexis Piron                                                                      | Keramik, 1752, Bildhauer Jean-Jacques Caffieri | im Collège des Godrans (Bibliothèque patrimoniale et d’étude) (Lage)                      | PM21000986    | Classé         | 1919      |                |
| Gemälde Porträt von Henri François d’Aguesseau                                              | Ölfarbe auf Leinwand, bezeichnet 1751 | im Collège des Godrans (Bibliothèque patrimoniale et d’étude) (Lage)                      | PM21000987    | Classé         | 1919      |                |
| Gemälde Porträt von Jean-Jacques Bouhier de Lantenay                                        | Ölfarbe auf Leinwand, bezeichnet 1746; nach Nicolas de Largillière | im Collège des Godrans (Bibliothèque patrimoniale et d’étude) (Lage)                      | PM21000988    | Classé         | 1919      |                |
| Gemälde Porträt von Bernard de La Monnoye                                                   | Ölfarbe auf Leinwand, bezeichnet 1728; nach Nicolas de Largillière | im Collège des Godrans (Bibliothèque patrimoniale et d’étude) (Lage)                      | PM21000989    | Classé         | 1919      |                |
| Gemälde Porträt des Corherrn Morelet                                                        | Ölfarbe auf Leinwand, 1701 von Gabriel Revel | im Collège des Godrans (Bibliothèque patrimoniale et d’étude) (Lage)                      | PM21000990    | Classé         | 1919      |                |
| Pendeluhr                                                                                   | zwischen 1749 und 1752 gebaut, Uhrmacher Joseph Michel, Gehäuse von Antoine Foullet | im Collège des Godrans (Bibliothèque patrimoniale et d’étude) (Lage)                      | PM21000991    | Classé         | 1919      |                |
| Zwei Türflügel                                                                              | Eichenholz, zwischen 1615 und 1618 | im Collège des Godrans (Bibliothèque patrimoniale et d’étude) (Lage)                      | PM21003280    | Classé         | 1909      |                |
| Gemälde Porträt von Hector-Bernard Pouffier                                                 | Ölfarbe auf Leinwand, vergoldeter Holzrahmen, erste Hälfte des 18. Jahrhunderts | im Collège des Godrans (Académie des Sciences, Arts et Belles-Lettres de Dijon) (Lage)    | PM21003179    | Classé         | 2011      |                |
| Gemälde Porträt von Henriette de Loriol                                                     | Ölfarbe auf Leinwand, vergoldeter Holzrahmen, bezeichnet 1774 | im Collège des Godrans (Académie des Sciences, Arts et Belles-Lettres de Dijon) (Lage)    | PM21003180    | Classé         | 2011      |                |
| Gemälde Porträt von Charles Gravier de Vergennes                                            | Ölfarbe auf Leinwand, vergoldeter Holzrahmen, bezeichnet 1785; nach Antoine-François Callet | im Collège des Godrans (Académie des Sciences, Arts et Belles-Lettres de Dijon) (Lage)    | PM21003181    | Classé         | 2011      |                |
| Gemälde Porträt von Hugues Maret                                                            | Ölfarbe auf Leinwand, vergoldeter Holzrahmen, bezeichnet 1785 | im Collège des Godrans (Académie des Sciences, Arts et Belles-Lettres de Dijon) (Lage)    | PM21003182    | Classé         | 2011      |                |
| Gemälde Porträt von Père Augustin Joly                                                      | Ölfarbe auf Leinwand, vergoldeter Holzrahmen, erste Hälfte des 18. Jahrhunderts | im Collège des Godrans (Académie des Sciences, Arts et Belles-Lettres de Dijon) (Lage)    | PM21003183    | Classé         | 2011      |                |
| Gemälde Porträt von Jacques Louis de Valon                                                  | Ölfarbe auf Leinwand, vergoldeter Holzrahmen, Anfang des 18. Jahrhunderts (?) | im Collège des Godrans (Académie des Sciences, Arts et Belles-Lettres de Dijon) (Lage)    | PM21003184    | Classé         | 2011      |                |
| Gemälde Porträt von Joseph Durey de Sauvoy du Terrail                                       | Ölfarbe auf Leinwand, vergoldeter Holzrahmen, bezeichnet 1768, Charles Le Brun zugeschrieben | im Collège des Godrans (Académie des Sciences, Arts et Belles-Lettres de Dijon) (Lage)    | PM21003185    | Classé         | 2011      |                |
| Gemälde Porträt von Jean-Jacques Bouhier de Lantenay                                        | Ölfarbe auf Leinwand, vergoldeter Holzrahmen, 1731 von Henry Guillemart; im Musée d’art sacré deponiert | im Collège des Godrans (Académie des Sciences, Arts et Belles-Lettres de Dijon) (Lage)    | PM21003186    | Classé         | 2011      |                |
| Gemälde Sitzung der Akademie                                                                | Ölfarbe auf Leinwand, vergoldeter Holzrahmen, 1923 von Louis Gaillac | im Collège des Godrans (Académie des Sciences, Arts et Belles-Lettres de Dijon) (Lage)    | PM21003187    | Classé         | 2011      |                |
| Zwei Ballotage-Urnen                                                                        | Lindenholz (?), erste Hälfte des 19. Jahrhunderts | im Collège des Godrans (Académie des Sciences, Arts et Belles-Lettres de Dijon) (Lage)    | PM21003188    | Classé         | 2011      |                |
| Zwei Ballotage-Urnen und vierzig Kugeln                                                     | Lindenholz (?), bemalt, erste Hälfte des 19. Jahrhunderts | im Collège des Godrans (Académie des Sciences, Arts et Belles-Lettres de Dijon) (Lage)    | PM21003189    | Classé         | 2011      |                |
| Schreibtisch                                                                                | Buchen- und Tannenholz, Bronze, vergoldet, Leder, erste Hälfte des 18. Jahrhunderts | im Collège des Godrans (Académie des Sciences, Arts et Belles-Lettres de Dijon) (Lage)    | PM21003190    | Classé         | 2011      |                |
| Barometer von Antoine Laurent de Lavoisier                                                  | 1779 angefertigt; um ein Thermometer ergänzt | im Collège des Godrans (Académie des Sciences, Arts et Belles-Lettres de Dijon) (Lage)    | PM21003191    | Classé         | 2011      |                |
| Gemälde Apotheose von Bénigne Le Gouz de Gerland                                            | Ölfarbe auf Leinwand, vergoldeter Holzrahmen, 1776 von Claude-Jean-Baptiste Hoin | im Collège des Godrans (Académie des Sciences, Arts et Belles-Lettres de Dijon) (Lage)    | PM21003192    | Classé         | 2011      |                |
| Grafik Minerva windet Lorbeerkränze                                                         | Kreide auf Papier, vergoldeter Holzrahmen, Ende des 18. Jahrhunderts, von François Devosge | im Collège des Godrans (Académie des Sciences, Arts et Belles-Lettres de Dijon) (Lage)    | PM21003193    | Classé         | 2011      |                |
| Grafik Venus von Pontailler-sur-Saône                                                       | Tusche auf Papier, Ende des 18. Jahrhunderts, von François Devosge | im Collège des Godrans (Académie des Sciences, Arts et Belles-Lettres de Dijon) (Lage)    | PM21003194    | Classé         | 2011      |                |
| Grafik Der in Plombières-lès-Dijon zu Ehren des Grand Dauphin errichtete Obelisk            | Tusche auf Papier, Holzrahmen, bezeichnet 1674 | im Collège des Godrans (Académie des Sciences, Arts et Belles-Lettres de Dijon) (Lage)    | PM21003195    | Classé         | 2011      |                |
| Grafik Porträt eines Mannes                                                                 | Kreide auf Papier, Holzrahmen, Ende des 18. Jahrhunderts, von François Devosge | im Collège des Godrans (Académie des Sciences, Arts et Belles-Lettres de Dijon) (Lage)    | PM21003196    | Classé         | 2011      |                |
| Grafik Entwurf eines allegorischen Frontispiz’                                              | Tusche auf Papier, Ende des 18. Jahrhunderts, von François Devosge | im Collège des Godrans (Académie des Sciences, Arts et Belles-Lettres de Dijon) (Lage)    | PM21003197    | Classé         | 2011      |                |
| Grafik Porträt von François Devosge                                                         | Kupferstich auf Papier, vergoldeter Holzrahmen, 1812 von Anatole Devosge; mit Druckplatte | im Collège des Godrans (Académie des Sciences, Arts et Belles-Lettres de Dijon) (Lage)    | PM21003198    | Classé         | 2011      |                |
| Zwei Gemälde: Philipp der Gute und Isabelle von Portugal                                    | Gouache auf Papier, 1830 von Théodore de Jolimont | im Collège des Godrans (Académie des Sciences, Arts et Belles-Lettres de Dijon) (Lage)    | PM21003199    | Classé         | 2011      |                |
| Zwei Gemälde: Nicolas Rolins und Guigone de Salins                                          | Gouache auf Papier, 1845 von Théodore de Jolimont; nach Rogier van der Weyden | im Collège des Godrans (Académie des Sciences, Arts et Belles-Lettres de Dijon) (Lage)    | PM21003200    | Classé         | 2011      |                |
| Grafik Apotheose des Burgunds                                                               | Kreide auf Papier, 1858 von Pierre-Paul Darbois | im Collège des Godrans (Académie des Sciences, Arts et Belles-Lettres de Dijon) (Lage)    | PM21003201    | Classé         | 2011      |                |
| Gemälde Porträt von Philipp dem Guten                                                       | Ölfarbe auf Holz, 15. Jahrhundert | im Collège des Godrans (Académie des Sciences, Arts et Belles-Lettres de Dijon) (Lage)    | PM21003202    | Classé         | 2011      |                |
| Siegel von Bénigne Frémyot                                                                  | Bronze, 1595 | im Collège des Godrans (Académie des Sciences, Arts et Belles-Lettres de Dijon) (Lage)    | PM21003203    | Classé         | 2011      |                |
| Gemälde Abbruch der Rotunde von St-Bénigne im April 1792                                    | Ölfarbe auf Holz, bezeichnet 1792 | im Collège des Godrans (Académie des Sciences, Arts et Belles-Lettres de Dijon) (Lage)    | PM21003204    | Classé         | 2011      |                |
| 16 Lehnstühle                                                                               | Nussbaumholz, 1774 | im Collège des Godrans (Académie des Sciences, Arts et Belles-Lettres de Dijon) (Lage)    | PM21004824    | Inscrit        | 2009      |                |
| Schreibtisch                                                                                | Obstbaumholz, Bronze, vergoldet, Anfang des 18. Jahrhunderts | im Collège des Godrans (Académie des Sciences, Arts et Belles-Lettres de Dijon) (Lage)    | PM21004825    | Inscrit        | 2009      |                |
| Grafik Porträt von Albin Roussin                                                            | Tusche auf Papier, vergoldeter Holzrahmen, Mitte des 19. Jahrhunderts | im Collège des Godrans (Académie des Sciences, Arts et Belles-Lettres de Dijon) (Lage)    | PM21004826    | Inscrit        | 2009      |                |
| Grafik Porträt von Gabriel Peignot                                                          | Druckerschwärze auf Papier, vergoldeter Holzrahmen, Mitte des 19. Jahrhunderts | im Collège des Godrans (Académie des Sciences, Arts et Belles-Lettres de Dijon) (Lage)    | PM21004827    | Inscrit        | 2009      |                |
| Grafik Porträt von Louis Bernard Guyton de Morveau                                          | Druckerschwärze auf Papier, Mitte des 19. Jahrhunderts | im Collège des Godrans (Académie des Sciences, Arts et Belles-Lettres de Dijon) (Lage)    | PM21004828    | Inscrit        | 2009      |                |
| Gemälde Porträt von Georges-Louis Leclerc de Buffon                                         | Ölfarbe auf Leinwand, vergoldeter Holzrahmen, zweite Hälfte des 18: Jahrhunderts (?) | im Collège des Godrans (Académie des Sciences, Arts et Belles-Lettres de Dijon) (Lage)    | PM21004829    | Inscrit        | 2009      |                |
| Relief Medaillon des Grand Dauphin                                                          | Marmor, 1675/76, Bildhauer Jean Dubois; im Musée des Beaux-Arts deponiert | im Collège des Godrans (Académie des Sciences, Arts et Belles-Lettres de Dijon) (Lage)    | PM21006681    | Inscrit        | 2022      |                |
| Büste von Georges-Louis Leclerc de Buffon                                                   | Keramik, bronziert, Marmor, vor 1775, Bildhauer Augustin Pajou | im Collège des Godrans (Bibliothèque patrimoniale et d’étude) (Lage)                      | PM21000976    | Classé         | 1919      |                |
| Büste von Prosper Jolyot de Crébillon                                                       | Keramik, vor 1770, Bildhauer Jean-Baptiste Lemoyne | im Collège des Godrans (Bibliothèque patrimoniale et d’étude) (Lage)                      | PM21000977    | Classé         | 1919      |                |
| Büste von Charles de Brosse                                                                 | Keramik, vor 1770, Bildhauer Jean-Baptiste Lemoyne | im Collège des Godrans (Bibliothèque patrimoniale et d’étude) (Lage)                      | PM21000978    | Classé         | 1919      |                |
| Büste von Jacques Bénigne Bossuet                                                           | Kalkstein, vor 1794, Bildhauer Claude-François Attiret | im Collège des Godrans (Bibliothèque patrimoniale et d’étude) (Lage)                      | PM21000979    | Classé         | 1919      |                |
| Büste von Jean-Jacques Bouhier de Lantenay                                                  | Kalkstein, vor 1774, Bildhauer Claude-François Attiret | im Collège des Godrans (Bibliothèque patrimoniale et d’étude) (Lage)                      | PM21000980    | Classé         | 1919      |                |
| Büste von Noël Bouton de Chamilly                                                           | Kalkstein, vor 1794, Bildhauer Claude-François Attiret | im Collège des Godrans (Bibliothèque patrimoniale et d’étude) (Lage)                      | PM21000981    | Classé         | 1919      |                |
| Büste von Charles Fevret                                                                    | Kalkstein, vor 1794, Bildhauer Claude-François Attiret | im Collège des Godrans (Bibliothèque patrimoniale et d’étude) (Lage)                      | PM21000982    | Classé         | 1919      |                |
| Büste von Pierre Jeannin                                                                    | Kalkstein, vor 1794, Bildhauer Claude-François Attiret | im Collège des Godrans (Bibliothèque patrimoniale et d’étude) (Lage)                      | PM21000983    | Classé         | 1919      |                |
| Büste von Voltaire                                                                          | Kalkstein, 1766, Bildhauer Claude-François Attiret | im Collège des Godrans (Bibliothèque patrimoniale et d’étude) (Lage)                      | PM21000984    | Classé         | 1919      |                |
| Büste von Sébastien Le Prestre de Vauban                                                    | Kalkstein, vor 1794, Bildhauer Claude-François Attiret | im Collège des Godrans (Bibliothèque patrimoniale et d’étude) (Lage)                      | PM21000985    | Classé         | 1919      |                |
| Büste von Alexis Piron                                                                      | Keramik, 1752, Bildhauer Jean-Jacques Caffieri | im Collège des Godrans (Bibliothèque patrimoniale et d’étude) (Lage)                      | PM21000986    | Classé         | 1919      |                |
| Gemälde Porträt von Henri François d’Aguesseau                                              | Ölfarbe auf Leinwand, bezeichnet 1751 | im Collège des Godrans (Bibliothèque patrimoniale et d’étude) (Lage)                      | PM21000987    | Classé         | 1919      |                |
| Gemälde Porträt von Jean-Jacques Bouhier de Lantenay                                        | Ölfarbe auf Leinwand, bezeichnet 1746; nach Nicolas de Largillière | im Collège des Godrans (Bibliothèque patrimoniale et d’étude) (Lage)                      | PM21000988    | Classé         | 1919      |                |
| Gemälde Porträt von Bernard de La Monnoye                                                   | Ölfarbe auf Leinwand, bezeichnet 1728; nach Nicolas de Largillière | im Collège des Godrans (Bibliothèque patrimoniale et d’étude) (Lage)                      | PM21000989    | Classé         | 1919      |                |
| Gemälde Porträt des Corherrn Morelet                                                        | Ölfarbe auf Leinwand, 1701 von Gabriel Revel | im Collège des Godrans (Bibliothèque patrimoniale et d’étude) (Lage)                      | PM21000990    | Classé         | 1919      |                |
| Pendeluhr                                                                                   | zwischen 1749 und 1752 gebaut, Uhrmacher Joseph Michel, Gehäuse von Antoine Foullet | im Collège des Godrans (Bibliothèque patrimoniale et d’étude) (Lage)                      | PM21000991    | Classé         | 1919      |                |
| Zwei Türflügel                                                                              | Eichenholz, zwischen 1615 und 1618 | im Collège des Godrans (Bibliothèque patrimoniale et d’étude) (Lage)                      | PM21003280    | Classé         | 1909      |                |
| Glocke Marguerite                                                                           | Bronze, 1383 gegossen | in der Kirche Notre-Dame (Lage)                                                           | PM21000777    | Classé         | 1840      |                |
| Zwei Glocken                                                                                | Bronze, 1814 gegossen; zerstört | in der Kirche Notre-Dame (Lage)                                                           | PM21000778    | Classé         | 1840      |                |
| Glockenspielschägerfiguren                                                                  | Schmiedeeisen, Kupfer, Blei, 14. und 15. Jahrhundert | in der Kirche Notre-Dame (Lage)                                                           | PM21000779    | Classé         | 1840      | weitere Bilder |
| Grabmal von Pierre de Beaufremont                                                           | Marmor, 15. Jahrhundert; aus der Kathedrale St-Bénigne | in der Kirche Notre-Dame (Lage)                                                           | PM21000780    | Classé         | 1840      |                |
| Wandgemälde Kreuzigungsgruppe                                                               | nach 1472 gemalt, Guillaume Spicre zugeschrieben | in der Kirche Notre-Dame (Lage)                                                           | PM21000781    | Classé         | 1840      |                |
| Sechs Kirchenfenster                                                                        | Buntglas, von um 1230 bis zum 18. Jahrhundert, 1874 von Édouard Didron neu montiert | in der Kirche Notre-Dame (Lage)                                                           | PM21000782    | Classé         | 1840      |                |
| Skulptur Notre-Dame de Bon Espoir                                                           | Holz, farbig gefasst, 11. Jahrhundert | in der Kirche Notre-Dame (Lage)                                                           | PM21000783    | Classé         | 1901      | weitere Bilder |
| Skulptur Madonna mit Kind                                                                   | Kalkstein, farbig gefasst und vergoldet, 15. Jahrhundert; aus der Sainte-Chapelle; im Musée des Beaux-Arts deponiert | in der Kirche Notre-Dame (Lage)                                                           | PM21000784    | Classé         | 1913      |                |
| Gemälde Kreuzigungsgruppe                                                                   | Ölfarbe auf Leinwand, 17. Jahrhundert, von Nicolas Guy Brenet (?) | in der Kirche Notre-Dame (Lage)                                                           | PM21000785    | Classé         | 1971      |                |
| Gemälde Der Erzengel unterwirft den Drachen                                                 | Ölfarbe auf Leinwand, 17. Jahrhundert, von Marten de Vos (?) | in der Kirche Notre-Dame (Lage)                                                           | PM21000786    | Classé         | 1976      |                |
| Drei Kirchenfenster                                                                         | zwei Fenster aus der Sainte-Chapelle, vermutlich zwischen 1428 und 1450 von Thierry Esperlan; das dritte um 1500 entstanden | in der Kirche Notre-Dame (Kapelle Assomption-de-la-Vierge) (Lage)                         | PM21000787    | Classé         | 2013      |                |
| Zwei Reliefs: Mariä Verkündigung und Mariä Heimsuchung                                      | Kalkstein, 17. Jahrhundert, Bildhauer Jean Dubois | in der Kirche Notre-Dame (Kapelle Assomption-de-la-Vierge) (Lage)                         | PM21000788    | Classé         | 2013      |                |
| Skulpturengruppe Mariä Himmelfahrt                                                          | Kalkstein, 17. Jahrhundert, Bildhauer Jean Dubois | in der Kirche Notre-Dame (Kapelle Assomption-de-la-Vierge) (Lage)                         | PM21000789    | Classé         | 2013      |                |
| Zwei Engelsskulpturen                                                                       | Kalkstein, Ende des 17. Jahrhunderts, Bildhauer Jean Dubois | in der Kirche Notre-Dame (Kapelle Assomption-de-la-Vierge) (Lage)                         | PM21000790    | Classé         | 2013      |                |
| Gemälde Mariä Verkündigung                                                                  | Ölfarbe auf Leinwand, 1696 von Gabriel Revel | in der Kirche Notre-Dame (Kapelle Assomption-de-la-Vierge) (Lage)                         | PM21000791    | Classé         | 1913      |                |
| Gemälde Abendmahl                                                                           | Ölfarbe auf Leinwand, Ende des 17. Jahrhunderts, von Gabriel Revel; nach Nicolas Poussin | in der Kirche Notre-Dame (Kapelle Assomption-de-la-Vierge) (Lage)                         | PM21000792    | Classé         | 1913      |                |
| Gemälde Verklärung des Herrn                                                                | Ölfarbe auf Leinwand, 1712 von Gabriel Revel; nach Raffael | in der Kirche Notre-Dame (Kapelle Assomption-de-la-Vierge) (Lage)                         | PM21000793    | Classé         | 1913      |                |
| Gemälde Christi Geburt                                                                      | Ölfarbe auf Leinwand, 1712 von Gabriel Revel; nach Bassano | in der Kirche Notre-Dame (Kapelle Assomption-de-la-Vierge) (Lage)                         | PM21000794    | Classé         | 1913      |                |
| Gemälde Pfingstwunder                                                                       | Ölfarbe auf Leinwand, Ende des 17. Jahrhunderts, von Gabriel Revel; nach Charles Le Brun | in der Kirche Notre-Dame (Lage)                                                           | PM21000795    | Classé         | 1913      |                |
| Gemälde Kreuzabnahme                                                                        | Ölfarbe auf Leinwand, Ende des 17. Jahrhunderts, von Gabriel Revel; nach Peter Paul Rubens | in der Kirche Notre-Dame (Kapelle Assomption-de-la-Vierge) (Lage)                         | PM21000796    | Classé         | 1913      |                |
| Drei Kirchenfenster Leben des heiligen Andreas                                              | Buntglas, um 1230, 1874 von Édouard Didron neumontiert | in der Kirche Notre-Dame (Kapelle Assomption-de-la-Vierge) (Lage)                         | PM21002661    | Classé         | 1840      |                |
| Zwei Kirchenfenster Leben Petrus                                                            | Buntglas, um 1230, 1874 von Édouard Didron neumontiert | in der Kirche Notre-Dame (Kapelle Assomption-de-la-Vierge) (Lage)                         | PM21002662    | Classé         | 1840      |                |
| Glasbild Kreuzigungsgruppe                                                                  | Buntglas, um 1400 | in der Kirche Notre-Dame (Kapelle Assomption-de-la-Vierge) (Lage)                         | PM21002663    | Classé         | 1840      |                |
| Glasbild Stifterfamilie                                                                     | Buntglas, zweites Viertel des 15. Jahrhunderts; aus der Sainte-Chapelle; im Musée des Beaux-Arts deponiert | in der Kirche Notre-Dame (Lage)                                                           | PM21002664    | Classé         | 2013      |                |
| Mariä-Himmelfahrts-Fenster                                                                  | Buntglas, um 1500 | in der Kirche Notre-Dame (Lage)                                                           | PM21002665    | Classé         | 1902      |                |
| Drei Kirchenfenster                                                                         | Buntglas, vermutlich zwischen 1428 und 1450 von Thierry Esperlan; vermutlich aus der Sainte-Chapelle | in der Kirche Notre-Dame (Lage)                                                           | PM21002666    | Classé         | 2013      |                |
| Teppich                                                                                     | Tapisserie, 19. Jahrhundert | in der Kirche Notre-Dame (Chorraum) (Lage)                                                | PM21004894    | Inscrit        | 2013      |                |
| Teppich mit dem Wappen von Philippe Pot                                                     | Tapisserie, Ende des 19. Jahrhunderts | in der Kirche Notre-Dame (Kapelle Notre-Dame-de-Bon-Espoir) (Lage)                        | PM21004895    | Classé         | 2019      |                |
| Skulpturengruppe Madonna mit Kind und zwei Leuchterengeln                                   | Aufsatz eines Prozesionsstabs; Holz, farbig gefasst und vergoldet, 18. Jahrhundert | in der Kirche Notre-Dame (Lage)                                                           | PM21004896    | Inscrit        | 2013      |                |
| Prozessionskreuz                                                                            | Metall, vergoldet, 16. Jahrhundert | in der Kirche Notre-Dame (Lage)                                                           | PM21004897    | Inscrit        | 2013      |                |
| Osterleuchter                                                                               | Holz, vergoldet, 18. Jahrhundert | in der Kirche Notre-Dame (Lage)                                                           | PM21004898    | Inscrit        | 2013      |                |
| Relief Anbetung der Hirten                                                                  | Holz, vergoldet, 18. Jahrhundert | in der Kirche Notre-Dame (Lage)                                                           | PM21004899    | Inscrit        | 2013      |                |
| Bank des Kirchenvorstands                                                                   | Holz, Ende des 19. Jahrhunderts, Bildhauer Xavier Schanosky | in der Kirche Notre-Dame (Lage)                                                           | PM21004900    | Inscrit        | 2013      |                |
| Türflügel der Westfassade                                                                   | Holz, 1537 und 1540 | in der Kirche St-Michel (Lage)                                                            | PM21000805    | Classé         | 1840      |                |
| Wandvertäfelung des Chorraums                                                               | Holz, datiert 1763, Bildhauer Jérôme Marlet | in der Kirche St-Michel (Lage)                                                            | PM21000806    | Classé         | 1840      | weitere Bilder |
| Wandgemälde Marientod                                                                       | Ölfarbe auf Putz, 1581 von Nicolas de Hoey | in der Kirche St-Michel (Lage)                                                            | PM21000807    | Classé         | 1840      |                |
| Grabmonument für Claude-Philippe Fyot de La Marche und seine Familie                        | Kalkstein, Marmor, Ende des 18. Jahrhunderts | in der Kirche St-Michel (Lage)                                                            | PM21000808    | Classé         | 1840      |                |
| Zehn Kirchenfenster                                                                         | Buntglas, Fragmente des 16. Jahrhunderts, im 19. und 20. Jahrhundert großflächig ergänzt | in der Kirche St-Michel (Lage)                                                            | PM21000809    | Classé         | 1840      |                |
| Grabdenkmal der Familie Rigoley de Puligny                                                  | Kalkstein, Marmor, drittes Viertel des 18. Jahrhunderts, Bildhauer Étienne-Pierre-Adrien Gois; aus dem Visitantinnenkloster | in der Kirche St-Michel (Lage)                                                            | PM21000810    | Classé         | 1840      | weitere Bilder |
| Architekturrahmen                                                                           | Kalkstein, 1530, Bildhauer Jean Darmotte | in der Kirche St-Michel (Chapelle des Rois) (Lage)                                        | PM21000812    | Classé         | 1840      |                |
| Glocke                                                                                      | Bronze, 1572 gegossen | in der Kirche St-Michel (Lage)                                                            | PM21000813    | Classé         | 1840      |                |
| Zwei Glocken                                                                                | Bronze, 1814 gegossen | in der Kirche St-Michel (Lage)                                                            | PM21000814    | Classé         | 1840      |                |
| Gemälde Martyrium des heiligen Jakobus des Älteren                                          | Ölfarbe auf Leinwand, bezeichnet 1727 | in der Kirche St-Michel (Lage)                                                            | PM21000815    | Classé         | 1892      |                |
| Grablegungsgruppe                                                                           | Kalkstein, 15. Jahrhundert, modern ergänzt; aus dem Jakobinerkloster | in der Kirche St-Michel (Lage)                                                            | PM21000816    | Classé         | 1907      | weitere Bilder |
| Skulptur Erzengel Michael                                                                   | Marmor, 16. Jahrhundert | am Westportal der Kirche St-Michel (Lage)                                                 | PM21000817    | Classé         | 1907      |                |
| Skulptur Heiliger Augustinus                                                                | Kalkstein, 17. Jahrhundert, Bildhauer Jean Dubois | in der Kirche St-Michel (Lage)                                                            | PM21000818    | Classé         | 1908      |                |
| Skulptur Heiliger Ambrosius                                                                 | Kalkstein, 17. Jahrhundert, Bildhauer Jean Dubois | in der Kirche St-Michel (Lage)                                                            | PM21000819    | Classé         | 1908      |                |
| Grabstein für Guienot und Marguerite Hardy                                                  | Kalkstein, bezeichnet 1403 | in der Kirche St-Michel (Lage)                                                            | PM21000820    | Classé         | 1913      |                |
| Grabstein für Bénigne de Cirey, Marguerite Gros und ihre Kinder                             | Kalkstein, 16. Jahrhundert | in der Kirche St-Michel (Lage)                                                            | PM21000821    | Classé         | 1913      |                |
| Gemälde Mariä Verkündigung                                                                  | Ölfarbe auf Leinwand, erste Hälfte des 17. Jahrhunderts, von Philippe Quantin | in der Kirche St-Michel (Lage)                                                            | PM21000822    | Classé         | 1913      | weitere Bilder |
| Gemälde Mariä Verkündigung                                                                  | Ölfarbe auf Leinwand, 17. Jahrhundert, von Nicolas Bertin | in der Kirche St-Michel (Lage)                                                            | PM21000823    | Classé         | 1913      | weitere Bilder |
| Gemälde Jesus bei Martha und Maria                                                          | Ölfarbe auf Leinwand, 17. Jahrhundert, von Nicolas Bertin | in der Kirche St-Michel (Lage)                                                            | PM21000824    | Classé         | 1913      | weitere Bilder |
| Skulptur Heiliger Ivo Hélory                                                                | Kalkstein, 17. Jahrhundert, Bildhauer Jean Dubois; aus der Sainte-Chapelle (im Bild links) | in der Kirche St-Michel (Lage)                                                            | PM21000825    | Classé         | 1913      |                |
| Gemälde Darstellung des Herrn                                                               | Ölfarbe auf Leinwand, Holzrahmen, 1737 von Franz Anton Kraus | in der Kirche St-Michel (Lage)                                                            | PM21000826    | Classé         | 1913      |                |
| Gemälde Anbetung der Könige                                                                 | Ölfarbe auf Leinwand, 1737 von Franz Anton Kraus | in der Kirche St-Michel (Lage)                                                            | PM21000827    | Classé         | 1913      |                |
| Gemälde Flucht nach Ägypten                                                                 | Ölfarbe auf Leinwand, Holzrahmen, 1737 von Franz Anton Kraus; aus der Chartreuse de Champmol | in der Kirche St-Michel (Lage)                                                            | PM21000828    | Classé         | 1913      | weitere Bilder |
| Gemälde Anbetung der Hirten                                                                 | Ölfarbe auf Leinwand, Holzrahmen, 1737 von Franz Anton Kraus; aus der Chartreuse de Champmol | in der Kirche St-Michel (Lage)                                                            | PM21000829    | Classé         | 1913      |                |
| Lavabo                                                                                      | Kalkstein, 15. Jahrhundert (Chapelle des Gros) | in der Kirche St-Michel (Lage)                                                            | PM21000830    | Classé         | 1925      |                |
| Kelch                                                                                       | Silber, vergoldet, 17. Jahrhundert; im Musée d’art sacré deponiert | in der Kirche St-Michel (Lage)                                                            | PM21000832    | Classé         | 1975      |                |
| Kelch und Patene der Dreikönigsbruderschaft                                                 | Silber, vergoldet, bezeichnet 1761 und 1784; im Musée d’art sacré deponiert | in der Kirche St-Michel (Lage)                                                            | PM21000833    | Classé         | 1975      |                |
| Gemälde Martyrium des heiligen Sebastian                                                    | Ölfarbe auf Leinwand, bezeichnet 1640 | in der Kirche St-Michel (Lage)                                                            | PM21000834    | Classé         | 1975      |                |
| Gemälde Herodes’ Festmahl                                                                   | Ölfarbe auf Leinwand, 1708 von Gabriel Revel | in der Kirche St-Michel (Lage)                                                            | PM21000835    | Classé         | 1975      |                |
| Kasel, Dalmatik und Tunika                                                                  | Seide, bestickt, Mitte des 18. Jahrhunderts; die Kasel im Musée d’art sacré deponiert | in der Kirche St-Michel (Lage)                                                            | PM21000836    | Classé         | 1980      |                |
| Rote Pluviale                                                                               | Seide, bestickt, Mitte des 18. Jahrhunderts | in der Kirche St-Michel (Lage)                                                            | PM21000837    | Classé         | 1980      |                |
| Weiße Kasel                                                                                 | Seide, bestickt, zweite Hälfte des 18. Jahrhunderts | in der Kirche St-Michel (Lage)                                                            | PM21000838    | Classé         | 1980      |                |
| Pluviale mit Chinoiserie-Motiven                                                            | Seide, bestickt, zweite Hälfte des 18. Jahrhunderts | in der Kirche St-Michel (Lage)                                                            | PM21000839    | Classé         | 1988      |                |
| Sibyllenfenster                                                                             | Buntglas, 16. Jahrhundert, im 19. Jahrhundert großflächig ergänzt | in der Kirche St-Michel (Lage)                                                            | PM21002668    | Classé         | 1840      |                |
| Wappenfenster                                                                               | Buntglas, um 1460, 1840 durch Henri Gérente ergänzt | in der Kirche St-Michel (Lage)                                                            | PM21002669    | Classé         | 1840      |                |
| Kreuzigungsfenster                                                                          | Buntglas, 1560 von Evrard Bredin, im 19. Jahrhundert großflächig ergänzt | in der Kirche St-Michel (Lage)                                                            | PM21002670    | Classé         | 1840      |                |
| Sieben Kirchenfenster                                                                       | Buntglas, Fragmente des 16. Jahrhunderts, im 20. Jahrhundert großflächig ergänzt | in der Kirche St-Michel (Lage)                                                            | PM21002671    | Classé         | 1840      |                |
| Orgel                                                                                       | Ensemble aus PM21000811 und PM21003099 | in der Kirche St-Michel (Lage)                                                            | PM21003098    | Classé Inscrit | 1840 1986 | weitere Bilder |
| Orgelprospekt                                                                               | 1699 von Bénigne Marlet für die Sainte-Chapelle gebaut, 1829 durch Joseph Callinet in der Kirche St-Michel eingebaut | in der Kirche St-Michel (Lage)                                                            | PM21000811    | Classé         | 1840      | weitere Bilder |
| Instrumentalteil der Orgel                                                                  | 1699 von Emiland Lorin für die Sainte-Chapelle gebaut, dort 1741 durch Karl Joseph Riepp umgebaut, 1829 durch Joseph Callinet in der Kirche St-Michel eingebaut und erweitert                                                           | in der Kirche St-Michel (Lage)                                                            | PM21003099    | Inscrit        | 1986      | weitere Bilder |
| Gemälde Erzengel Michael                                                                    | Ölfarbe auf Leinwand, vergoldeter Holzrahmen, 17. Jahrhundert; nach Raffael | in der Kirche St-Michel (Lage)                                                            | PM21005027    | Inscrit        | 2013      |                |
| Gemälde Der heilige Sebastian wird von der heiligen Irene gepflegt                          | Ölfarbe auf Leinwand, 1841 von Jean-Baptiste-Prudent Carbillet | in der Kirche St-Michel (Lage)                                                            | PM21005028    | Inscrit        | 2013      |                |
| Skulptur Mariä Himmelfahrt                                                                  | Keramik, Holz, Ende des 17. Jahrhunderts, Bildhauer Jean Dubois | in der Kirche St-Michel (Lage)                                                            | PM21005029    | Inscrit        | 2013      |                |
| Altar der Taufkapelle                                                                       | Holz und Stuck, farbig gefasst und vergoldet, 18. Jahrhundert | in der Kirche St-Michel (Lage)                                                            | PM21005030    | Inscrit        | 2013      |                |
| Weißer Ornat                                                                                | Pluviale, drei Manipel und zwei Dalmatiken; Seide, bestickt, 18. Jahrhundert | in der Kirche St-Michel (Lage)                                                            | PM21005031    | Classé         | 2019      |                |
| Roter Ornat                                                                                 | Kasel, zwei Dalmatiken, zwei Stolen, Manipel, Kelchvelum und Bursa; Seide, bestickt, 18. Jahrhundert | in der Kirche St-Michel (Lage)                                                            | PM21005032    | Classé         | 2019      |                |
| Skulptur Herz Jesu                                                                          | Holz, 1931, Bildhauer Raymond Delamarre | in der Kirche Sacré-Cœur (Lage)                                                           | PM21005181    | Inscrit        | 2019      |                |
| Skulptur Heilige Margareta Maria Alacoque                                                   | Stein, 20. Jahrhundert, Bildhauer Raymond Delamarre | in der Kirche Sacré-Cœur (Lage)                                                           | PM21005182    | Inscrit        | 2019      |                |
| Skulptur Heiliger Joseph                                                                    | Beton, bemalt, 1938, Bildhauer Henri Charlier | in der Kirche Sacré-Cœur (Lage)                                                           | PM21005183    | Inscrit        | 2019      |                |
| Skulptur Herz Jesu                                                                          | Carrara-Marmor, 1941, Bildhauer Gabriel Dufrasne | in der Kirche Sacré-Cœur (Lage)                                                           | PM21005184    | Inscrit        | 2019      |                |
| Skulptur Johanna von Orleans auf dem Scheiterhaufen                                         | Beton, bemalt, 1942, Bildhauer Maxime Real del Sarte | in der Kirche Sacré-Cœur (Lage)                                                           | PM21005185    | Inscrit        | 2019      |                |
| Skulptur Heiliger Tarcisius                                                                 | Carrara-Marmor, 1944, Bildhauer Jacques Martin | in der Kirche Sacré-Cœur (Lage)                                                           | PM21005186    | Inscrit        | 2019      |                |
| Skulptur Johannes Evangelist                                                                | Beton, bemalt, 1945, Bildhauer Jacques Martin | in der Kirche Sacré-Cœur (Lage)                                                           | PM21005187    | Inscrit        | 2019      |                |
| Skulptur Heiliger Christophorus                                                             | Stein, 20. Jahrhundert, Bildhauer Henri Bouchard | in der Kirche Sacré-Cœur (Lage)                                                           | PM21005188    | Inscrit        | 2019      |                |
| Skulptur Heiliger Franziskus von Assisi                                                     | Stein, erste Hälfte des 20. Jahrhunderts, Bildhauer Arthur Guéniot | in der Kirche Sacré-Cœur (Lage)                                                           | PM21005189    | Inscrit        | 2019      |                |
| Skulptur Notre-Dame-du-Sacré-Coeur                                                          | Stein, 20. Jahrhundert, Bildhauer Georges Serraz | in der Kirche Sacré-Cœur (Lage)                                                           | PM21005190    | Inscrit        | 2019      |                |
| Kruzifix                                                                                    | Tulpenbaumholz, 20. Jahrhundert, Bildhauer Georges Serraz | in der Kirche Sacré-Cœur (Lage)                                                           | PM21005191    | Inscrit        | 2019      |                |
| Skulptur Heiliger Jean-Marie Vianney                                                        | Beton, bemalt, 20. Jahrhundert, Bildhauer Georges Serraz | in der Kirche Sacré-Cœur (Lage)                                                           | PM21005192    | Inscrit        | 2019      |                |
| Skulptur Heiliger Antonius von Padua                                                        | Beton, bemalt, 20. Jahrhundert, Bildhauer Joseph Belloni | in der Kirche Sacré-Cœur (Lage)                                                           | PM21005193    | Inscrit        | 2019      |                |
| Skulptur Heilige Therese von Lisieux                                                        | Beton, bemalt, 20. Jahrhundert, Bildhauer Louis Castex | in der Kirche Sacré-Cœur (Lage)                                                           | PM21005194    | Inscrit        | 2019      |                |
| Gemälde Pierre Petit de Julleville weiht die Kirche dem Herzen Jesu                         | Ölfarbe auf Leinwand, 20. Jahrhundert, von J. Colin | in der Kirche Sacré-Cœur (Lage)                                                           | PM21005195    | Inscrit        | 2019      |                |
| Medaillon Louis Tattevin                                                                    | Bronze, 20. Jahrhundert | in der Kirche Sacré-Cœur (Lage)                                                           | PM21005196    | Inscrit        | 2019      |                |
| Drei Beichtstühle                                                                           | Holz, 20. Jahrhundert, Entwurf Julien Barbier | in der Kirche Sacré-Cœur (Lage)                                                           | PM21005197    | Inscrit        | 2019      |                |
| 14 Wandleuchter                                                                             | Metall, bemalt, Messing, vergoldet, 20. Jahrhundert | in der Kirche Sacré-Cœur (Lage)                                                           | PM21005198    | Inscrit        | 2019      |                |
| 10 Wandleuchter                                                                             | Metall, bemalt, Messing, vergoldet, Bleiglas, 20. Jahrhundert | in der Kirche Sacré-Cœur (Lage)                                                           | PM21005199    | Inscrit        | 2019      |                |
| Zwei Zelebrantenstühle, zwei Stühle und vier Hocker                                         | Holz, Stoff, 20. Jahrhundert | in der Kirche Sacré-Cœur (Lage)                                                           | PM21005200    | Inscrit        | 2019      |                |
| Kommunionbank                                                                               | Metall, 20. Jahrhundert | in der Kirche Sacré-Cœur (Lage)                                                           | PM21005201    | Inscrit        | 2019      |                |
| Kelch                                                                                       | Silber, vergoldet, Elfenbein, 19. Jahrhundert, Entwurf Julien Barbier | in der Kirche Sacré-Cœur (Lage)                                                           | PM21005202    | Inscrit        | 2019      |                |
| Kelch und Patene                                                                            | mit Holzkästchen; Silber, vergoldet, Email, 1886, Goldschmied Placide Poussielgue-Rusand | in der Kirche Sacré-Cœur (Lage)                                                           | PM21005203    | Inscrit        | 2019      |                |
| Kelch und Patene                                                                            | mit Holzkästchen; Silber, vergoldet, 19. Jahrhundert, Goldschmied Thomas-Joseph Armand-Calliat | in der Kirche Sacré-Cœur (Lage)                                                           | PM21005204    | Inscrit        | 2019      |                |
| Monstranz                                                                                   | Holz, Messing, Bronze, vergoldet, Glas, 1930, Goldschmied Charles Favier | in der Kirche Sacré-Cœur (Lage)                                                           | PM21005231    | Inscrit        | 2019      |                |
| 14 Kreuzwegstationen                                                                        | Fayence, Email, Holzrahmen mit Metallauflage, 20. Jahrhundert | in der Kirche Sacré-Cœur (Lage)                                                           | PM21005232    | Inscrit        | 2019      |                |
| Kruzifix von Christina von Schweden                                                         | Bergkristall, Edelsteine, Halbedelsteine, Gold, 17. Jahrhundert; mit Lederetui; im Musée d’art sacré de Dijon deponiert | im Hôpital général (Lage)                                                                 | PM21000856    | Classé         | 1891      |                |
| Kopialbuch des Hôpital Saint-Ésprit                                                         | illustrierte Handschrift; Tinte und Tusche auf Pergament, zwischen 1440 und 1460; im Musée de la vie bourguignonne Perrin de Puycousin deponiert                                                                                        | im Hôpital général (Lage)                                                                 | PM21000858    | Classé         | 1891      |                |
| Sessel                                                                                      | Holz, Tapisserie, 16. Jahrhundert; Verbleib unbekannt | im Hôpital général (Lage)                                                                 | PM21000859    | Classé         | 1891      |                |
| Gemälde Amtszimmer eines Staatsanwalts                                                      | Ölfarbe auf Eichenholz, vergoldeter Holzrahmen, zweite Hälfte des 17. Jahrhunderts, von Mattheus van Helmont | im Hôpital général (Lage)                                                                 | PM21000860    | Classé         | 1913      |                |
| Gemälde Porträt von Armand-Jean du Plessis, duc de Richelieu                                | Ölfarbe auf Leinwand, vergoldeter Holzrahmen, zweite Hälfte des 17. Jahrhunderts; nach Philippe de Champagne | im Hôpital général (Lage)                                                                 | PM21000861    | Classé         | 1913      |                |
| Relief Wundersame Brotvermehrung                                                            | Kalkstein, 18. Jahrhundert | außen an der Südwestfassade des Hôpital général (Lage)                                    | PM21000862    | Classé         | 1913      |                |
| Fünf Arzneigefäße                                                                           | Fayence, datiert 1741 | im Hôpital général (Lage)                                                                 | PM21000863    | Classé         | 1913      |                |
| Gemälde Porträt von Guillaume du Vair                                                       | Ölfarbe auf Leinwand, Holzrahmen, 1619 von Adolphus Schar | im Hôpital général (Lage)                                                                 | PM21000864    | Classé         | 1919      |                |
| Gemälde Kreuzigung mit weißem Pferd                                                         | Ölfarbe auf Leinwand, 17. Jahrhundert; nach Nicolas Poussin; Verbleib unbekannt | im Hôpital général (Lage)                                                                 | PM21000865    | Classé         | 1919      |                |
| Gemälde Porträt eines Priors                                                                | Ölfarbe auf Leinwand, 18. Jahrhundert; Verbleib unbekannt | im Hôpital général (Lage)                                                                 | PM21000866    | Classé         | 1919      |                |
| Gemälde Rebekka am Brunnen                                                                  | Ölfarbe auf Eichenholz, Eichenholzrahmen, 17. Jahrhundert; im Musée de la vie bourguignonne Perrin de Puycousin deponiert | im Hôpital général (Lage)                                                                 | PM210008678   | Classé         | 1928      |                |
| Kelch und Patene                                                                            | Silber, vergoldet, um 1800; Verbleib unbekannt | im Hôpital général (Lage)                                                                 | PM2100086     | Classé         | 1928      |                |
| Gemälde Geburt des Täufers                                                                  | Ölfarbe auf Leinwand, 17. Jahrhundert | im Hôpital général (Lage)                                                                 | PM21000869    | Classé         | 1928      |                |
| Gemälde Letzte Ölung                                                                        | Ölfarbe auf Leinwand, vergoldeter Holzrahmen, 17. Jahrhundert (?); nach Nicolas Poussin | im Hôpital général (Lage)                                                                 | PM21000870    | Classé         | 1928      |                |
| Elf Arzneigefäße                                                                            | Fayence, zweite Hälfte des 17. Jahrhunderts; im Musée de la vie bourguignonne Perrin de Puycousin deponiert | im Hôpital général (Lage)                                                                 | PM21000871    | Classé         | 1948      |                |
| 12 Arzneikannen                                                                             | Fayence, zweite Hälfte des 17. Jahrhunderts; im Musée de la vie bourguignonne Perrin de Puycousin deponiert | im Hôpital général (Lage)                                                                 | PM21000872    | Classé         | 1948      |                |
| Arzneigefäß für V. Populeum                                                                 | Fayence, zweite Hälfte des 17. Jahrhunderts; im Musée de la vie bourguignonne Perrin de Puycousin deponiert | im Hôpital général (Lage)                                                                 | PM21000873    | Classé         | 1948      |                |
| Neun Arzneigefäße                                                                           | Fayence, zweite Hälfte des 17. Jahrhunderts; im Musée de la vie bourguignonne Perrin de Puycousin deponiert | im Hôpital général (Lage)                                                                 | PM21000874    | Classé         | 1948      |                |
| Arzneigefäße für S. de hissopo                                                              | Fayence, 16. Jahrhundert; im Musée de la vie bourguignonne Perrin de Puycousin deponiert | im Hôpital général (Lage)                                                                 | PM21000875    | Classé         | 1948      |                |
| 23 Arzneikannen                                                                             | Fayence, zweite Hälfte des 17. Jahrhunderts; im Musée de la vie bourguignonne Perrin de Puycousin deponiert | im Hôpital général (Lage)                                                                 | PM21000876    | Classé         | 1948      |                |
| Drei Arzneigefäße                                                                           | Fayence, zweite Hälfte des 17. Jahrhunderts; im Musée de la vie bourguignonne Perrin de Puycousin deponiert | im Hôpital général (Lage)                                                                 | PM21000877    | Classé         | 1948      |                |
| Arzneiflasche                                                                               | Steingut, 18. Jahrhundert; im Musée de la vie bourguignonne Perrin de Puycousin deponiert | im Hôpital général (Lage)                                                                 | PM21000878    | Classé         | 1948      |                |
| Arzneiflasche                                                                               | Fayence, zweite Hälfte des 17. Jahrhunderts; im Musée de la vie bourguignonne Perrin de Puycousin deponiert | im Hôpital général (Lage)                                                                 | PM21000879    | Classé         | 1948      |                |
| Arzneiflasche                                                                               | Fayence, zweite Hälfte des 17. Jahrhunderts; im Musée de la vie bourguignonne Perrin de Puycousin deponiert | im Hôpital général (Lage)                                                                 | PM21000880    | Classé         | 1948      |                |
| Gemälde Die heiligen Bernhard und Stephan Harding zu Füßen der Gottesmutter                 | Ölfarbe auf Leinwand, nach 1678, von Jean-Baptiste Corneille; im Musée d’art sacré de Dijon deponiert | im Hôpital général (Grande chapelle) (Lage)                                               | PM21000881    | Classé         | 1949      |                |
| Gemälde Mariä Heimsuchung                                                                   | Ölfarbe auf Leinwand, vergoldeter Holzrahmen, 1737 von Franz Anton Kraus; im Musée d’art sacré de Dijon deponiert | im Hôpital général (Lage)                                                                 | PM21000882    | Classé         | 1973      |                |
| Gemälde Mariä Tempelgang                                                                    | Ölfarbe auf Leinwand, vergoldeter Holzrahmen, 1737 von Franz Anton Kraus; im Musée d’art sacré de Dijon deponiert | im Hôpital général (Lage)                                                                 | PM21000883    | Classé         | 1973      |                |
| Wandgemälde Heilige und Stifter                                                             | bezeichnet 1454 | im Hôpital général (Kapelle Ste-Croix de Jérusalem) (Lage)                                | PM21000884    | Classé         | 1908      | weitere Bilder |
| Epitaph für Jean Jacotot                                                                    | Kalkstein, Marmor, bezeichnet 1638 | im Hôpital général (Kapelle Ste-Croix de Jérusalem) (Lage)                                | PM21000885    | Classé         | 1908      | weitere Bilder |
| Grabstein für Marguerite Bouhier                                                            | Kalkstein, bezeichnet 1567 | im Hôpital général (Kapelle Ste-Croix de Jérusalem) (Lage)                                | PM21000886    | Classé         | 1891      |                |
| Skulptur Salvator mundi                                                                     | Kalkstein, 15. Jahrhundert | im Hôpital général (Kapelle Ste-Croix de Jérusalem) (Lage)                                | PM21000887    | Classé         | 1909      |                |
| Grablegungsgruppe                                                                           | Kalkstein, farbig gefasst und vergoldet, 15. Jahrhundert | im Hôpital général (Kapelle Ste-Croix de Jérusalem) (Lage)                                | PM21000888    | Classé         | 1909      | weitere Bilder |
| Skulptur Gnadenstuhl                                                                        | Kalkstein, farbig gefasst und vergoldet, 1459 | im Hôpital général (Kapelle Ste-Croix de Jérusalem) (Lage)                                | PM21000889    | Classé         | 1909      |                |
| Skulptur Unterweisung Mariens                                                               | Alabaster, vergoldet, 17. Jahrhundert; im Musée d’art sacré de Dijon deponiert | im Hôpital général (Kapelle Ste-Croix de Jérusalem) (Lage)                                | PM21000890    | Classé         | 1910      |                |
| Skulptur Madonna mit Kind                                                                   | Holz, farbig gefasst und vergoldet, zweite Hälfte des 17. Jahrhunderts, Jean Dubois zugeschrieben | im Hôpital général (Kapelle Ste-Croix de Jérusalem) (Lage)                                | PM21000891    | Classé         | 1910      |                |
| Pietà                                                                                       | Kalkstein, farbig gefasst, 15. Jahrhundert; im Musée d’art sacré de Dijon deponiert | im Hôpital général (Kapelle Ste-Croix de Jérusalem) (Lage)                                | PM21000892    | Classé         | 1913      |                |
| Skulptur Büste von Ludwig XIV.                                                              | Kalkstein, 1686, Jean Dubois zugeschrieben | im Hôpital général (Kapelle Ste-Croix de Jérusalem) (Lage)                                | PM21000893    | Classé         | 1913      |                |
| Gemälde Tod Christi                                                                         | Ölfarbe auf Eichenholz, 17. Jahrhundert, Salvator Rosa zugeschrieben; im Musée d’art sacré de Dijon deponiert | im Hôpital général (Kapelle Ste-Croix de Jérusalem) (Lage)                                | PM21000894    | Classé         | 1913      |                |
| Gemälde Anbetung der Hirten                                                                 | Ölfarbe auf Holz, vergoldeter Holzrahmen, 17. Jahrhundert; im Musée d’art sacré de Dijon deponiert | im Hôpital général (Kapelle Ste-Croix de Jérusalem) (Lage)                                | PM21000895    | Classé         | 1913      |                |
| Gemälde Der heilige Bernhard mit den Passionswerkzeugen                                     | Ölfarbe auf Leinwand, 17. Jahrhundert; im Musée d’art sacré de Dijon deponiert | im Hôpital général (Kapelle Ste-Croix de Jérusalem) (Lage)                                | PM21000896    | Classé         | 1919      |                |
| Skulptur Frau im Gebet                                                                      | Kalkstein, 16. Jahrhundert | im Hôpital général (Kapelle Ste-Croix de Jérusalem) (Lage)                                | PM21000897    | Classé         | 1919      |                |
| Zwei Skulpturen von Engeln mit den Passionswerkzeugen                                       | Holz, farbig gefasst, 15. Jahrhundert | im Hôpital général (Kapelle Ste-Croix de Jérusalem) (Lage)                                | PM21000898    | Classé         | 1959      |                |
| Skulpturengruppe Caritas                                                                    | Kalkstein, datiert 1690, Bildhauer Jean Dubois | im Hôpital général (Grande chapelle) (Lage)                                               | PM21000899    | Classé         | 1911      | weitere Bilder |
| Skulptur Auferstandener Christus                                                            | Kalkstein, farbig gefasst und vergoldet, 17. Jahrhundert, Jean Dubois zugeschrieben | im Hôpital général (Grande chapelle) (Lage)                                               | PM21000900    | Classé         | 1913      |                |
| Skulptur Madonna mit Kind                                                                   | Kalkstein, farbig gefasst und vergoldet, zweite Hälfte des 17. Jahrhunderts, Jean Dubois zugeschrieben | im Hôpital général (Grande chapelle) (Lage)                                               | PM21000901    | Classé         | 1913      |                |
| Skulptur Heiliger Augustinus                                                                | Holz, farbig gefasst und vergoldet, 17. Jahrhundert, Jean Dubois zugeschrieben | im Hôpital général (Grande chapelle) (Lage)                                               | PM21000902    | Classé         | 1913      |                |
| Tabernakel des Hauptaltars                                                                  | Holz, vergoldet, 18. Jahrhundert | im Hôpital général (Grande chapelle) (Lage)                                               | PM21000903    | Classé         | 1913      |                |
| Statuenreliquiar Petrus                                                                     | Holz, vergoldet, 18. Jahrhundert; im Musée d’art sacré de Dijon deponiert | im Hôpital général (Grande chapelle) (Lage)                                               | PM21000904    | Classé         | 1913      |                |
| Statuenreliquiar Paulus                                                                     | Holz, vergoldet, 18. Jahrhundert; im Musée d’art sacré de Dijon deponiert | im Hôpital général (Grande chapelle) (Lage)                                               | PM21000905    | Classé         | 1913      |                |
| Statuenreliquiar Heilige Martha                                                             | Holz, vergoldet, 18. Jahrhundert; im Musée d’art sacré de Dijon deponiert | im Hôpital général (Grande chapelle) (Lage)                                               | PM21000906    | Classé         | 1913      |                |
| Statuenreliquiar Maria magdalena                                                            | Holz, vergoldet, 18. Jahrhundert; im Musée d’art sacré de Dijon deponiert | im Hôpital général (Grande chapelle) (Lage)                                               | PM21000907    | Classé         | 1913      |                |
| Gemälde Beichte                                                                             | Ölfarbe auf Leinwand, vergoldeter Holzrahmen, 17. Jahrhundert; nach Nicolas Poussin; im Musée d’art sacré de Dijon deponiert | im Hôpital général (Grande chapelle) (Lage)                                               | PM21000908    | Classé         | 1928      |                |
| Gemälde Kreuzigungsgruppe                                                                   | Ölfarbe auf Leinwand, vergoldeter Holzrahmen, 17. Jahrhundert; im Musée d’art sacré de Dijon deponiert | im Hôpital général (Grande chapelle) (Lage)                                               | PM21000909    | Classé         | 1979      |                |
| Gemälde Mariä Verkündigung                                                                  | Ölfarbe auf Leinwand, erste Hälfte des 17. Jahrhunderts, Philippe Quantin zugeschrieben | im Hôpital général (Grande chapelle) (Lage)                                               | PM21000910    | Classé         | 1979      |                |
| Gemälde Der heilige Karl Borromäus übergibt die Satzung des Ursulinenordens                 | Ölfarbe auf Leinwand, datiert 1648, Jean Tassel oder Nicolas Antoine zugeschrieben; im Musée d’art sacré de Dijon deponiert | im Hôpital général (Grande chapelle) (Lage)                                               | PM21000911    | Classé         | 1979      |                |
| Gemälde Auferweckung des Lazarus                                                            | Ölfarbe auf Leinwand, erste Hälfte des 17. Jahrhunderts, von Recouvrance Léonor de | im Hôpital général (Grande chapelle) (Lage)                                               | PM21000912    | Classé         | 1979      |                |
| Gemälde Madonna mit Kind und kreuztragenden Engeln                                          | Ölfarbe auf Leinwand, vergoldeter Holzrahmen, Mitte des 17. Jahrhunderts; nach Laurent de La Hyre; im Musée d’art sacré de Dijon deponiert                                                                                              | im Hôpital général (Grande chapelle) (Lage)                                               | PM21000913    | Classé         | 1979      |                |
| Belle Croix                                                                                 | Monumentalkreuz mit Kopie des Mosesbrunnen als Sockel; Kalkstein, 1508 | beim Hôpital général (Lage)                                                               | PM21000914    | Classé         | 2015      | weitere Bilder |
| Grüne Pluviale                                                                              | Seide bestickt, datiert 1760; im Musée d’art sacré de Dijon deponiert | im Hôpital général (Lage)                                                                 | PM21000915    | Classé         | 1988      |                |
| Weiße Pluviale                                                                              | Seide bestickt, datiert 1760; im Musée d’art sacré de Dijon deponiert | im Hôpital général (Lage)                                                                 | PM21000916    | Classé         | 1988      |                |
| Violette Pluviale                                                                           | Seide bestickt, datiert 1760; im Musée d’art sacré de Dijon deponiert | im Hôpital général (Lage)                                                                 | PM21000917    | Classé         | 1988      |                |
| 15 Gemälde von Wohltätern des Hospice Sainte-Anne                                           | Ölfarbe auf Leinwand, vergoldete Holzrahmen, 17. und 18. Jahrhundert; im Musée de la vie bourguignonne Perrin de Puycousin deponiert | im Hôpital général (Lage)                                                                 | PM21000969    | Classé         | 1910      |                |
| Gemälde Porträt von Pierre Odebert                                                          | Ölfarbe auf Leinwand, vergoldeter Holzrahmen, erste Hälfte des 17. Jahrhunderts, Philippe Quantin zugeschrieben; im Musée de la vie bourguignonne Perrin de Puycousin deponiert                                                         | im Hôpital général (Lage)                                                                 | PM21000970    | Classé         | 1910      |                |
| Gemälde Heiliger Bruno                                                                      | Ölfarbe auf Leinwand, vergoldeter Holzrahmen, Anfang des 17. Jahrhunderts, Jean Jouvenet zugeschrieben; im Musée d’art sacré de Dijon deponiert                                                                                         | im Hôpital général (Kapelle Ste-Croix de Jérusalem) (Lage)                                | PM21002667    | Classé         | 1892      |                |
| 100 Arzneikannen                                                                            | Fayence, datiert 1741; teilweise im Musée des Beaux-Arts deponiert | im Hôpital général (Lage)                                                                 | PM21002676    | Classé         | 1948      |                |
| 40 Arzneigefäße                                                                             | Fayence, datiert 1741; teilweise im Musée des Beaux-Arts deponiert | im Hôpital général (Lage)                                                                 | PM21002677    | Classé         | 1948      |                |
| Elf Arzneigefäße                                                                            | Fayence, 17. Jahrhundert; im Musée de la vie bourguignonne Perrin de Puycousin deponiert | im Hôpital général (Lage)                                                                 | PM21002678    | Classé         | 1948      |                |
| Fünf Reliefs von einem Retabel                                                              | Kalkstein, farbig gefasst und vergoldet, bezeichnet 1590 | im Hôpital général (Kapelle Ste-Croix de Jérusalem) (Lage)                                | PM21003146    | Classé         | 2010      | weitere Bilder |
| Tisch                                                                                       | Nussbaum- und Eichenholz, Schmiedeeisen, 18. Jahrhundert | im Hôpital général (Lage)                                                                 | PM21003147    | Classé         | 2010      |                |
| Schrank                                                                                     | Eichenholz, Schmiedeeisen, Ende des 18. Jahrhunderts | im Hôpital général (Lage)                                                                 | PM21003148    | Classé         | 2010      |                |
| Kommode                                                                                     | Nussbaumholz, Marmor, Bronze, Ende des 18. Jahrhunderts | im Hôpital général (Lage)                                                                 | PM21003149    | Classé         | 2010      |                |
| Zwei Statuenreliquiare: Petrus und Paulus                                                   | Holz, farbig gefasst und vergoldet, 18. Jahrhundert; im Musée d’art sacré de Dijon deponiert | im Hôpital général (Kapelle Ste-Croix de Jérusalem) (Lage)                                | PM21003150    | Classé         | 2010      |                |
| Statuenreliquiar Maria Magdalena (?)                                                        | Holz, farbig gefasst und vergoldet, 18. Jahrhundert (?); im Musée d’art sacré de Dijon deponiert | im Hôpital général (Kapelle Ste-Croix de Jérusalem) (Lage)                                | PM21003151    | Classé         | 2010      |                |
| Statuenreliquiar Heilige Margareta (?)                                                      | Holz, farbig gefasst und vergoldet, 19. Jahrhundert (?); im Musée d’art sacré de Dijon deponiert | im Hôpital général (Kapelle Ste-Croix de Jérusalem) (Lage)                                | PM21003152    | Classé         | 2010      |                |
| Gemälde Innenansicht der Kapelle des Hospice des Enfants-Trouvés in Paris                   | Gouache auf Papier, vergoldeter Holzrahmen, zweite Hälfte des 18. Jahrhunderts, Jean-Baptiste Lallemand zugeschrieben; im Musée de la vie bourguignonne Perrin de Puycousin deponiert                                                   | im Hôpital général (Lage)                                                                 | PM21003153    | Classé         | 2010      |                |
| Mörser                                                                                      | Bronze, 16. Jahrhundert; im Musée de la vie bourguignonne Perrin de Puycousin deponiert | im Hôpital général (Lage)                                                                 | PM21003154    | Classé         | 2010      |                |
| Schale mit Gussnase                                                                         | Zinn, gemarkt 1680, Zinngießer Paul Mutinot; im Musée de la vie bourguignonne Perrin de Puycousin deponiert | im Hôpital général (Lage)                                                                 | PM21003155    | Classé         | 2010      |                |
| Löffel und Gäbelchen                                                                        | Silber, gemarkt 1786, Goldschmied Jean-François Faucher; im Musée de la vie bourguignonne Perrin de Puycousin deponiert | im Hôpital général (Lage)                                                                 | PM21003156    | Classé         | 2010      |                |
| Löffel                                                                                      | Silber, gemarkt 1781, Goldschmied Joseph Dargent II.; im Musée de la vie bourguignonne Perrin de Puycousin deponiert | im Hôpital général (Lage)                                                                 | PM21003157    | Classé         | 2010      |                |
| Löffel                                                                                      | Silber, gemarkt 1753/54, Goldschmied Emiland Guillemot I.; im Musée de la vie bourguignonne Perrin de Puycousin deponiert | im Hôpital général (Lage)                                                                 | PM21003158    | Classé         | 2010      |                |
| Drei Löffel und zwei Gabeln                                                                 | Silber, gemarkt 1782/83, Goldschmied Denis Rougeot; im Musée de la vie bourguignonne Perrin de Puycousin deponiert | im Hôpital général (Lage)                                                                 | PM21003159    | Classé         | 2010      |                |
| Mörser und Stößel                                                                           | Bronze, bezeichnet 1644; im Musée de la vie bourguignonne Perrin de Puycousin deponiert | im Hôpital général (Lage)                                                                 | PM21003160    | Classé         | 2010      |                |
| Deckelkanne                                                                                 | Zinn, erste Hälfte des 18. Jahrhunderts, Zinngießer Pierre Collin (?); im Musée de la vie bourguignonne Perrin de Puycousin deponiert                                                                                                   | im Hôpital général (Lage)                                                                 | PM21003161    | Classé         | 2010      |                |
| Vier Reliquiare                                                                             | Holz, vergoldet, Seide, erste Hälfte des 19. Jahrhunderts; im Musée d’art sacré de Dijon deponiert | im Hôpital général (Lage)                                                                 | PM21003162    | Classé         | 2010      |                |
| Nikolausreliquiar                                                                           | Holz, vergoldet, Seide, 18. Jahrhundert; im Musée d’art sacré de Dijon deponiert | im Hôpital général (Lage)                                                                 | PM21003163    | Classé         | 2010      |                |
| Vier herzförmige Reliquiare                                                                 | Holz, vergoldet, 18. Jahrhundert; im Musée d’art sacré de Dijon deponiert | im Hôpital général (Lage)                                                                 | PM21003164    | Classé         | 2010      |                |
| Kästchen und Ampulle für die heiligen Öle                                                   | Silber, gemarkt 1683/84, Goldschmied Philibert Bouzereau; im Musée d’art sacré de Dijon deponiert | im Hôpital général (Lage)                                                                 | PM21003165    | Classé         | 2010      |                |
| Zwei Messkännchen                                                                           | Silber, gemarkt 1784/845, Goldschmied Claude Roux; im Musée d’art sacré de Dijon deponiert | im Hôpital général (Lage)                                                                 | PM21003166    | Classé         | 2010      |                |
| Messschale                                                                                  | Silber, gemarkt 1783/84, Goldschmied Jean-Baptiste Brunot; im Musée d’art sacré de Dijon deponiert | im Hôpital général (Lage)                                                                 | PM21003167    | Classé         | 2010      |                |
| Ziborium                                                                                    | Silber, gemarkt 1789; im Musée d’art sacré de Dijon deponiert | im Hôpital général (Lage)                                                                 | PM21003168    | Classé         | 2010      |                |
| Drei Kanontafeln                                                                            | Druckerschwärze auf Papier, Mitte des 18. Jahrhunderts; im Musée d’art sacré de Dijon deponiert | im Hôpital général (Lage)                                                                 | PM21003169    | Classé         | 2010      |                |
| Palla mit Herz-Jesu-Malerei                                                                 | Pappe, bemalt, um 1700; im Musée d’art sacré de Dijon deponiert | im Hôpital général (Lage)                                                                 | PM21003170    | Classé         | 2010      |                |
| Weißer Ornat                                                                                | Kasel, Kelchvelum, Stola, Manipel, Bursa und Palla; Seide, bestickt, erste Hälfte des 18. Jahrhunderts; im Musée d’art sacré de Dijon deponiert                                                                                         | im Hôpital général (Lage)                                                                 | PM21003171    | Classé         | 2010      |                |
| Grüner Ornat                                                                                | Kasel, Kelchvelum, Manipel und Bursa; Seide, bestickt, Mitte des 18. Jahrhunderts; im Musée d’art sacré de Dijon deponiert | im Hôpital général (Lage)                                                                 | PM21003172    | Classé         | 2010      |                |
| Weiße Stola                                                                                 | Seide, bestickt, Mitte des 19. Jahrhunderts; im Musée d’art sacré de Dijon deponiert | im Hôpital général (Lage)                                                                 | PM21003173    | Classé         | 2010      |                |
| Weißer Ornat                                                                                | Kasel, Kelchvelum, Stola, Manipel und Bursa; Seide, bestickt, um 1700; im Musée d’art sacré de Dijon deponiert | im Hôpital général (Lage)                                                                 | PM21003174    | Classé         | 2010      |                |
| Verkündigungsmadonna                                                                        | Holz, farbig gefasst und vergoldet, 16. Jahrhundert; im Musée d’art sacré de Dijon deponiert | im Hôpital général (Lage)                                                                 | PM21003175    | Classé         | 2010      |                |
| Weißer Ornat                                                                                | Dalmatik, Stola und zwei Manipel; Seide, bestickt, erste Hälfte des 19. Jahrhunderts; im Musée d’art sacré de Dijon deponiert | im Hôpital général (Lage)                                                                 | PM21003176    | Classé         | 2010      |                |
| Gemälde Unterweisung Mariens                                                                | Ölfarbe auf Leinwand, vergoldeter Holzrahmen, erste Hälfte des 17. Jahrhunderts, Philippe Quantin zugeschrieben; in der Kirche St-Michel deponiert                                                                                      | im Hôpital général (Grande chapelle) (Lage)                                               | PM21003209    | Classé         | 1913      |                |
| Skulpturengruppe Madonna mit Kind und Johannesknaben                                        | Marmor, 16. Jahrhundert | im Hôpital général (Kapelle Ste-Croix de Jérusalem) (Lage)                                | PM21003210    | Classé         | 1910      |                |
| Gemälde Madonna mit Kind                                                                    | Ölfarbe auf Leinwand, Ende des 17. Jahrhunderts, Gabriel Revel zugeschrieben; im Musée d’art sacré de Dijon deponiert | im Hôpital général (Lage)                                                                 | PM21003714    | Inscrit        | 1981      |                |
| Gedenktafel an die Stiftungen von Antoine Joly                                              | Marmor, bezeichnet 1649 | im Hôpital général (Lage)                                                                 | PM21004635    | Inscrit        | 2007      |                |
| Gedenktafel an die Stiftungen von Bernard Mangonau                                          | Kalkstein, bezeichnet 1631 | im Hôpital général (Lage)                                                                 | PM21004636    | Inscrit        | 2007      |                |
| Gedenktafel an die Stiftungen von Etienne Brigandet und Pierrette de Gouvernain             | Marmor, drittes Viertel des 17. Jahrhunderts | im Hôpital général (Lage)                                                                 | PM21004637    | Inscrit        | 2007      |                |
| Drei Gedenktafeln                                                                           | Marmor, bezeichnet 1837 | im Hôpital général (Lage)                                                                 | PM21004638    | Inscrit        | 2007      |                |
| Pietà                                                                                       | Kalkstein, Mitte des 16. Jahrhunderts | im Hôpital général (Lage)                                                                 | PM21004692    | Inscrit        | 2007      |                |
| Kruzifix                                                                                    | Eichenholz, farbig gefasst, Schmiedeeisen, um 1700 | im Hôpital général (Kapelle Ste-Croix de Jérusalem) (Lage)                                | PM21004698    | Inscrit        | 2007      |                |
| Gemälde Porträt von Bénigne Joly                                                            | Ölfarbe auf Leinwand, vergoldeter Holzrahmen, 19. Jahrhundert | im Hôpital général (Grande Chapelle) (Lage)                                               | PM21004718    | Inscrit        | 2008      |                |
| Opferstock in Gestalt eines Chorknaben                                                      | Gips, bemalt, erste Hälfte des 20. Jahrhunderts | im Hôpital général (Lage)                                                                 | PM21004719    | Inscrit        | 2008      |                |
| Zwei Kerzenständer                                                                          | Bronze, versilbert, bezeichnet 1686 | im Hôpital général (Lage)                                                                 | PM21004720    | Inscrit        | 2008      |                |
| Zwei Sessel                                                                                 | Buchenholz, Rohrgeflecht, erste Hälfte des 18. Jahrhunderts | im Hôpital général (Lage)                                                                 | PM21004721    | Inscrit        | 2008      |                |
| Kästchen                                                                                    | Pappe, Seide, bestickt, 18. Jahrhundert (?) | im Hôpital général (Lage)                                                                 | PM21004722    | Inscrit        | 2008      |                |
| Weihwassereimer                                                                             | Zinn, erste Hälfte des 19. Jahrhunderts | im Hôpital général (Lage)                                                                 | PM21004723    | Inscrit        | 2008      |                |
| Messkännchen                                                                                | Silber, zwischen 1790 und 1797, Goldschmied François Regnier | im Hôpital général (Lage)                                                                 | PM21004724    | Inscrit        | 2008      |                |
| Zwei Ampullen für die heiligen Öle                                                          | Silber, zwischen 1790 und 1797, Goldschmied François Regnier | im Hôpital général (Lage)                                                                 | PM21004725    | Inscrit        | 2008      |                |
| Patene                                                                                      | Silber, zwischen 1790 und 1797, Goldschmied François Regnier | im Hôpital général (Lage)                                                                 | PM21004726    | Inscrit        | 2008      |                |
| Gerahmtes Kreuz                                                                             | Elfenbein, Holz, vergoldet, um 1700 | im Hôpital général (Lage)                                                                 | PM21004727    | Inscrit        | 2008      |                |
| Gerahmtes Kreuz                                                                             | Elfenbein, Holz, vergoldet, 18. Jahrhundert | im Hôpital général (Lage)                                                                 | PM21004728    | Inscrit        | 2008      |                |
| Gerahmtes Kreuz mit Weihwasserschale                                                        | Elfenbein, Holz, vergoldet, 18. Jahrhundert | im Hôpital général (Lage)                                                                 | PM21004729    | Inscrit        | 2008      |                |
| Taufbecken                                                                                  | Marmor, Holzdeckel, um 1733 (?) | im Hôpital général (Grande chapelle) (Lage)                                               | PM21004730    | Inscrit        | 2008      |                |
| Tabernakel                                                                                  | Eichenholz, vergoldet, Seide, erste Hälfte des 19. Jahrhunderts | im Hôpital général (Lage)                                                                 | PM21004731    | Inscrit        | 2008      |                |
| Altarpult                                                                                   | Nussbaumholz, 19. Jahrhundert | im Hôpital général (Lage)                                                                 | PM21004732    | Inscrit        | 2008      |                |
| Beichtstuhl                                                                                 | Eichenholz, 18. Jahrhundert | im Hôpital général (Grande chapelle) (Lage)                                               | PM21004733    | Inscrit        | 2008      |                |
| Konsoltisch                                                                                 | Holz, vergoldet, Anfang des 18. Jahrhunderts; im Musée d’art sacré de Dijon deponiert | im Hôpital général (Kapelle Ste-Croix de Jérusalem) (Lage)                                | PM21004734    | Inscrit        | 2008      |                |
| Konsoltisch                                                                                 | Holz, vergoldet, Anfang des 18. Jahrhunderts; im Musée d’art sacré de Dijon deponiert | im Hôpital général (Kapelle Ste-Croix de Jérusalem) (Lage)                                | PM21004735    | Inscrit        | 2008      |                |
| Gemälde Marienkrönung                                                                       | Ölfarbe auf Eichenholz, 17. Jahrhundert, vergoldeter Holzrahmen, 18. Jahrhundert | im Hôpital général (Lage)                                                                 | PM21004736    | Inscrit        | 2008      |                |
| Gemälde Sturz der rebellierenden Engel                                                      | Ölfarbe auf Leinwand, Holzrahmen, 17. Jahrhundert | im Hôpital général (Lage)                                                                 | PM21004737    | Inscrit        | 2008      |                |
| Gemälde Madonna mit schlafendem Jesuskind                                                   | Ölfarbe auf Leinwand, Holzrahmen, 18. Jahrhundert; nach Guido Reni | im Hôpital général (Lage)                                                                 | PM21004738    | Inscrit        | 2008      |                |
| Gemälde Heilige Elisabeth von Thüringen                                                     | Gouache auf Papier, vergoldeter Holzrahmen, um 1700; nach Jean-Baptiste Mariette | im Hôpital général (Lage)                                                                 | PM21004739    | Inscrit        | 2008      |                |
| Gemälde Maria an der Krippe                                                                 | Ölfarbe auf Leinwand, vergoldeter Holzrahmen, Ende des 17. Jahrhunderts, von Gabriel Revel; im Musée d’art sacré de Dijon deponiert | im Hôpital général (Lage)                                                                 | PM21004740    | Inscrit        | 2008      |                |
| Gemälde Die Heilige Familie mit Elisabeth und dem Johannesknaben                            | Ölfarbe auf Leinwand, vergoldeter Holzrahmen, 18. Jahrhundert; nach Raffael; im Musée d’art sacré de Dijon deponiert | im Hôpital général (Lage)                                                                 | PM21004741    | Inscrit        | 2008      |                |
| Gemälde Madonna mit Kind und Johannesknaben                                                 | Ölfarbe auf Leinwand, 18. Jahrhundert | im Hôpital général (Lage)                                                                 | PM21004742    | Inscrit        | 2008      |                |
| Gemälde Apostelkopf                                                                         | Ölfarbe auf Leinwand, vergoldeter Holzrahmen, erste Hälfte des 19. Jahrhunderts | im Hôpital général (Lage)                                                                 | PM21004744    | Inscrit        | 2008      |                |
| Gemälde Martha und Maria                                                                    | Ölfarbe auf Leinwand, vergoldeter Holzrahmen, 19. Jahrhundert; nach Andrea Vaccaro | im Hôpital général (Lage)                                                                 | PM21004745    | Inscrit        | 2008      |                |
| Gemälde Madonna mit Kind und Johannesknaben                                                 | Verso: Revolutionssoldaten; Ölfarbe auf Leinwand, vergoldeter Holzrahmen, um 1800 und Mitte des 19. Jahrhunderts | im Hôpital général (Lage)                                                                 | PM21004746    | Inscrit        | 2008      |                |
| Gemälde Rast auf der Flucht nach Ägypten                                                    | Ölfarbe auf Leinwand, vergoldeter Holzrahmen, erste Hälfte des 19. Jahrhunderts | im Hôpital général (Lage)                                                                 | PM21004747    | Inscrit        | 2008      |                |
| Gemälde Betende Nonne                                                                       | Ölfarbe auf Leinwand, vergoldeter Holzrahmen, 19. Jahrhundert | im Hôpital général (Lage)                                                                 | PM21004748    | Inscrit        | 2008      |                |
| Gemälde Dieu seul                                                                           | Ölfarbe auf Glas, vergoldeter Holzrahmen, 19. Jahrhundert; im Musée d’art sacré de Dijon deponiert | im Hôpital général (Lage)                                                                 | PM21004749    | Inscrit        | 2008      |                |
| Zwei Kollektenschalen                                                                       | Zinn, 19. Jahrhundert | im Hôpital général (Lage)                                                                 | PM21004750    | Inscrit        | 2008      |                |
| Gemälde Christus am Kreuz                                                                   | Ölfarbe auf Leinwand, vergoldeter Holzrahmen, 17. Jahrhundert (?) | im Hôpital général (Lage)                                                                 | PM21004831    | Inscrit        | 2009      |                |
| Grabstein für Gilette Guenault und Jean Le Blond                                            | Kalkstein, bezeichnet 1524 | im Hôpital général (Kapelle Ste-Croix de Jérusalem) (Lage)                                | PM21004948    | Inscrit        | 2013      |                |
| Zwei Engeslskulpturen                                                                       | Stein, farbig gefasst und vergoldet, drittes Viertel des 15. Jahrhunderts | im Hôpital général (Lage)                                                                 | PM21004949    | Inscrit        | 2013      |                |
| Inschriftstein Hostel Ste Anne                                                              | vom Portal des Hôpital Ste-Anne; Stein, bezeichnet 1633 | außen am Hôpital général (Lage)                                                           | PM21004950    | Inscrit        | 2013      |                |
| Gedenkstein für die Stiftungen durch Jean Berbisey                                          | Marmor, bezeichnet 1734 | im Hôpital général (Lage)                                                                 | PM21004951    | Inscrit        | 2013      |                |
| Kommode                                                                                     | Nussbaumholz, Marmor, Bronze, um 1800 | im Hôpital général (Lage)                                                                 | PM21004952    | Inscrit        | 2013      |                |
| Liturgische Gewänder                                                                        | grüner Ornat: Stola und Bursa; violetter Ornat: Stola, Bursa und Kelchvelum; Seide, bestickt, 18. Jahrhundert; im Musée d’art sacré de Dijon deponiert                                                                                  | im Hôpital général (Lage)                                                                 | PM21004953    | Classé         | 2018      |                |
| Dialysegerät                                                                                | Trommelniere nach Willem Kolff und John P. Merrill; um 1955 durch Usifroid gebaut | im Hôpital général (Lage)                                                                 | PM21004954    | Inscrit        | 2013      |                |
| Vélocimane                                                                                  | 1924 von Monet et Goyon gebaut | im Hôpital général (Lage)                                                                 | PM21005076    | Inscrit        | 2014      |                |
| Drei Glocken                                                                                | Bronze, eine bezeichnet 1481, die anderen bezeichnet 1641 | im Hôpital général (Grande Chapelle) (Lage)                                               | PM21005151    | Inscrit        | 2017      |                |
| Glocke                                                                                      | Bronze, zwischen 1822 und 1829 gegossen | im Hôpital général (Grande Chapelle) (Lage)                                               | PM21005152    | Inscrit        | 2017      |                |
| Skulptur Heiliger Dominikus                                                                 | Stein, 17. Jahrhundert, Bildhauer Jean Dubois | im Hôpital général (Lage)                                                                 | PM21005170    | Inscrit        | 2018      |                |
| Grabmal für Philipp den Kühnen                                                              | Marmor, farbig gefasst und vergoldet, zwischen 1383 und 1411, Bildhauer Jean de Marville, Claus Sluter und Claus de Werve; aus der Chartreuse de Champmol                                                                               | im Musée des Beaux-Arts (Lage)                                                            | PM21000927    | Classé         | 1862      | weitere Bilder |
| Grabmal für Johann Ohnefurcht und Margareta von Bayern                                      | Alabaster, farbig gefasst und vergoldet, zwischen 1443 und 1470, Bildhauer Jean de la Huerta und Antoine Le Moiturier; aus der Chartreuse de Champmol                                                                                   | im Musée des Beaux-Arts (Lage)                                                            | PM21000928    | Classé         | 1862      | weitere Bilder |
| Türflügel des Palais de Justice                                                             | Holz, Mitte des 16. Jahrhunderts, Bildhauer Hugues Sambin (?) | im Musée des Beaux-Arts (Lage)                                                            | PM21000929    | Classé         | 1862      |                |
| Deckengemälde Verherrlichung des Burgunds begleitet von Allegorien der Tugenden und Künsten | Ölfarbe auf Leinwand, maroufliert, 1787 von Pierre Paul Prud’hon; nach Pietro da Cortonas Triumph der Religion und der Spiritualität im Palazzo Barberini                                                                               | im Musée des Beaux-Arts (Lage)                                                            | PM21000930    | Classé         | 1862      |                |
| Gemälde Kreuzigungsgruppe                                                                   | Ölfarbe auf Holz, 15. Jahrhundert | im Musée des Beaux-Arts (Lage)                                                            | PM21000931    | Classé         | 1891      |                |
| Skulptur Antoinette de Fontette                                                             | Kalkstein, farbig gefasst, zweite Hälfte des 16. Jahrhunderts; aus dem Château de Verrey-sous-Drée | im Musée des Beaux-Arts (Lage)                                                            | PM21000932    | Classé         | 1896      |                |
| Gemälde Mystische Kommunion der heiligen Katharina von Siena                                | Ölfarbe auf Leinwand, erste Hälfte des 17. Jahrhunderts, von Philippe Quantin | im Musée des Beaux-Arts (Lage)                                                            | PM21000933    | Classé         | 1913      |                |
| Wandteppich Die Belagerung von Dijon durch die Schweizer im Jar 1513                        | Tapisserie, erste Hälfte des 16. Jahrhunderts | im Musée des Beaux-Arts (Lage)                                                            | PM21000934    | Classé         | 1939      |                |
| Kreuzigungsretabel                                                                          | Holz, farbig gefasst und vergoldet, zwischen 1390 und 1399, Bildhauer Jacques de Baerze; aus der Chartreuse de Champmol | im Musée des Beaux-Arts (Lage)                                                            | PM21000935    | Classé         | 1939      | weitere Bilder |
| Heiligen-und-Märtyrer-Retabel                                                               | Holz, farbig gefasst und vergoldet, Ende des 14. Jahrhunderts, Bildhauer Jacques de Baerze; aus der Chartreuse de Champmol | im Musée des Beaux-Arts (Lage)                                                            | PM21000936    | Classé         | 1939      | weitere Bilder |
| Teil des Grabes von Pierre de Bauffremont                                                   | Kalkstein, 15. Jahrhundert | im Musée des Beaux-Arts (Lage)                                                            | PM21000937    | Classé         | 1952      |                |
| Hostienreliquiar                                                                            | Silber, vergoldet, Email, Glas, Mitte des 15. Jahrhunderts; aus der Sainte-Chapelle | im Musée des Beaux-Arts (Lage)                                                            | PM21000940    | Classé         | 1941      |                |
| Skulptur Madonna mit Kind                                                                   | Kalkstein, farbig gefasst, 15. Jahrhundert; aus der Sainte-Chapelle | im Musée des Beaux-Arts (Lage)                                                            | PM21000941    | Classé         | 1913      |                |
| Skulptur Claude Bouchu                                                                      | Marmor, um 1683, Bildhauer Jean Dubois; aus dem Hospiz Sainte-Anne | im Musée des Beaux-Arts (Lage)                                                            | PM21000942    | Classé         | 1892      |                |
| Skulptur Georges Joly                                                                       | Marmor, Ende des 17. Jahrhunderts, Bildhauer Jean Dubois; aus dem Hospiz Sainte-Anne | im Musée des Beaux-Arts (Lage)                                                            | PM21000943    | Classé         | 1892      |                |
| Kephalos-und-Prokris-Wandbehang                                                             | vierteiliger Wandteppich; Tapisserie, 17. Jahrhundert; aus dem Hospiz Sainte-Anne | im Musée des Beaux-Arts (Lage)                                                            | PM21000944    | Classé         | 1892      |                |
| Zwei Wandteppich mit Landschaftsmotiven                                                     | Tapisserie, 17. Jahrhundert; aus dem Hospiz Sainte-Anne | im Musée des Beaux-Arts (Lage)                                                            | PM21000945    | Classé         | 1910      |                |
| Gemälde Steinigung des heiligen Stefan                                                      | Ölfarbe auf Leinwand, 1666 von Jean Tassel; nach Marcello Venusti; aus dem Jesuitenkolleg Godrans | im Musée des Beaux-Arts (Lage)                                                            | PM21000948    | Classé         | 1910      |                |
| Gemälde Samuels Schatten erscheint Saul                                                     | Ölfarbe auf Leinwand, 1694 von Gabriel Revel | im Musée des Beaux-Arts (Lage)                                                            | PM21000949    | Classé         | 1910      |                |
| Gemälde Mariä Verkündigung                                                                  | Ölfarbe auf Leinwand, 1695 von Gabriel Revel | im Musée des Beaux-Arts (Lage)                                                            | PM21000950    | Classé         | 1910      |                |
| Gemälde Die eherne Schlange                                                                 | Ölfarbe auf Leinwand, 1700 von Gabriel Revel; nach Charles Le Brun | im Musée des Beaux-Arts (Lage)                                                            | PM21000951    | Classé         | 1910      |                |
| Gemälde Martyrium der heiligen Katharina von Alexandrien                                    | Ölfarbe auf Leinwand, 1694 von Gabriel Revel | im Musée des Beaux-Arts (Lage)                                                            | PM21000952    | Classé         | 1891      |                |
| Gemälde Christus mit der Dornenkrone                                                        | Ölfarbe auf Holz, 15. Jahrhundert, Aelbert Bouts zugeschrieben; aus dem Palais de Justice | im Musée des Beaux-Arts (Lage)                                                            | PM21000953    | Classé         | 1891      |                |
| Gemälde Kreuzigungsgruppe                                                                   | Ölfarbe auf Holz und Leinwand, um 1500; aus dem Palais de Justice | im Musée des Beaux-Arts (Lage)                                                            | PM21000954    | Classé         | 1891      |                |
| Skulptur François-Claude Jehannin                                                           | Kalkstein, 1693, Bildhauer Jean Dubois ; aus dem Jesuitenkolleg Godrans | im Musée des Beaux-Arts (Lage)                                                            | PM21000955    | Classé         | 1929      |                |
| Skulptur Büste von Ludwig XIV.                                                              | Kalkstein, zweite Hälfte des 17. Jahrhunderts, Jean Dubois zugeschrieben; aus dem Hôtel de Blaisy | im Musée des Beaux-Arts (Lage)                                                            | PM21000956    | Classé         | 1923      |                |
| Kruzifix                                                                                    | Holz, 17. Jahrhundert | im Musée des Beaux-Arts (Lage)                                                            | PM21000957    | Classé         | 1965      |                |
| Gemälde Das Sakrament der Ehe                                                               | Ölfarbe auf Leinwand, 17. Jahrhundert, von Gabriel Revel; nach Nicolas Poussin | im Musée des Beaux-Arts (Lage)                                                            | PM21000993    | Classé         | 1913      |                |
| Kommode                                                                                     | Palisander, Veilchenbaumholz, Bronze, vergoldet, erste Hälfte des 18. Jahrhunderts; im Hôpital François Mitterrand deponiert | im Centre Hospitalier Universitaire (Hôpital François Mitterrand; Kinderabteilung) (Lage) | PM21000857    | Classé         | 1891      |                |
| Handwaschbecken                                                                             | Bronze, Messing, Kupfer, Marmor, 18. Jahrhundert | im Centre Hospitalier Universitaire (Hôpital François Mitterrand; Kinderabteilung) (Lage) | PM21003142    | Classé         | 2010      |                |
| Antependium Unterweisung Mariens                                                            | Tapisserie, um 1700 | im Centre Hospitalier Universitaire (Hôpital François Mitterrand) (Lage)                  | PM21003143    | Classé         | 2010      |                |
| Kommode                                                                                     | Veilchenholz, Marmor, Messing, Bronze, Ende des 17. Jahrhunderts | im Centre Hospitalier Universitaire (Hôpital François Mitterrand) (Lage)                  | PM21003144    | Classé         | 2010      |                |
| Relief Unterweisung Mariens                                                                 | Nussbaumholz, Ende des 17. Jahrhunderts, Jean Dubois zugeschrieben | im Centre Hospitalier Universitaire (Hôpital François Mitterrand) (Lage)                  | PM21003145    | Classé         | 2010      |                |
| Manuskript Histoire de la Maison magistrale, conventuelle et hospitalière du Saint-Esprit   | bezeichnet 1772 | im Centre Hospitalier Universitaire (Hôpital François Mitterrand) (Lage)                  | PM21004632    | Inscrit        | 2007      |                |
| Gemälde Porträt von François Calmelet                                                       | Ölfarbe auf Leinwand, Mitte des 18. Jahrhunderts, vergoldeter Holzrahmen, 19. Jahrhundert | im Centre Hospitalier Universitaire (Hôpital François Mitterrand) (Lage)                  | PM21004633    | Inscrit        | 2007      |                |
| Acht Reliefs mit Engelsköpfchen                                                             | Pappmaché, bemalt, um 1700 | im Centre Hospitalier Universitaire (Hôpital François Mitterrand) (Lage)                  | PM21004634    | Inscrit        | 2007      |                |
| Grafik Porträt von Magdelaine Anquetil                                                      | Pastellkreide auf Papier, vergoldeter Holzrahmen, Mitte des 18. Jahrhunderts | im Centre Hospitalier Universitaire (Hôpital François Mitterrand) (Lage)                  | PM21004639    | Inscrit        | 2007      |                |
| Gemälde Porträt eines Mannes am Schreibtisch                                                | Ölfarbe auf Leinwand, vergoldeter Holzrahmen, zweite Hälfte des 19. Jahrhunderts | im Centre Hospitalier Universitaire (Hôpital François Mitterrand) (Lage)                  | PM21004640    | Inscrit        | 2007      |                |
| Relief Porträt von Maurice Menne                                                            | Keramik, bronziert, vergoldeter Holzrahmen, zweite Hälfte des 19. Jahrhunderts | im Centre Hospitalier Universitaire (Hôpital François Mitterrand) (Lage)                  | PM21004641    | Inscrit        | 2007      |                |
| Gemälde Porträt von Antoine-François Chevalier                                              | Ölfarbe auf Leinwand, vergoldeter Holzrahmen, drittes Viertel des 19. Jahrhunderts | im Centre Hospitalier Universitaire (Hôpital François Mitterrand) (Lage)                  | PM21004642    | Inscrit        | 2007      |                |
| Gemälde Porträt von Sophie Grangier                                                         | Ölfarbe auf Leinwand, vergoldeter Holzrahmen, zweite Hälfte des 19. Jahrhunderts | im Centre Hospitalier Universitaire (Hôpital François Mitterrand) (Lage)                  | PM21004643    | Inscrit        | 2007      |                |
| Gemälde Porträt von Henri Grangier                                                          | Ölfarbe auf Leinwand, vergoldeter Holzrahmen, zweite Hälfte des 19. Jahrhunderts | im Centre Hospitalier Universitaire (Hôpital François Mitterrand) (Lage)                  | PM21004644    | Inscrit        | 2007      |                |
| Takenplatte                                                                                 | Gusseisen, 17. Jahrhundert | im Centre Hospitalier Universitaire (Hôpital François Mitterrand) (Lage)                  | PM21004645    | Inscrit        | 2007      |                |
| Skulptur Unterweisung Mariens                                                               | Kalkstein, farbig gefasst, 16. Jahrhundert | im Centre Hospitalier Universitaire (Hôpital François Mitterrand) (Lage)                  | PM21004646    | Inscrit        | 2007      |                |
| Salbentopf                                                                                  | Zinn, 18. Jahrhundert | im Centre Hospitalier Universitaire (Hôpital François Mitterrand) (Lage)                  | PM21004647    | Inscrit        | 2007      |                |
| Zwei Arzneigefäße                                                                           | Fayence, 18. Jahrhundert | im Centre Hospitalier Universitaire (Hôpital François Mitterrand) (Lage)                  | PM21004648    | Inscrit        | 2007      |                |
| Arzneitopf                                                                                  | Fayence, 18. Jahrhundert | im Centre Hospitalier Universitaire (Hôpital François Mitterrand) (Lage)                  | PM21004649    | Inscrit        | 2007      |                |
| Arzneitopf                                                                                  | Fayence, 18. Jahrhundert | im Centre Hospitalier Universitaire (Hôpital François Mitterrand) (Lage)                  | PM21004650    | Inscrit        | 2007      |                |
| 48 Arzneitöpfe                                                                              | Fayence, zweite Hälfte des 18. Jahrhunderts | im Centre Hospitalier Universitaire (Hôpital François Mitterrand) (Lage)                  | PM21004651    | Inscrit        | 2007      |                |
| 54 Arzneitöpfe                                                                              | Porzellan, bemalt und vergoldet, 19. Jahrhundert | im Centre Hospitalier Universitaire (Hôpital François Mitterrand) (Lage)                  | PM21004652    | Inscrit        | 2007      |                |
| Tabaktopf                                                                                   | Steingut, 18. Jahrhundert | im Centre Hospitalier Universitaire (Hôpital François Mitterrand) (Lage)                  | PM21004653    | Inscrit        | 2007      |                |
| Arzneitopf                                                                                  | Fayence, um 1800 | im Centre Hospitalier Universitaire (Hôpital François Mitterrand) (Lage)                  | PM21004654    | Inscrit        | 2007      |                |
| Küchenmörser und Stößel                                                                     | Bronze, um 1700 | im Centre Hospitalier Universitaire (Hôpital François Mitterrand) (Lage)                  | PM21004655    | Inscrit        | 2007      |                |
| Küchenmörser und Stößel                                                                     | Bronze, 18. Jahrhundert (?) | im Centre Hospitalier Universitaire (Hôpital François Mitterrand) (Lage)                  | PM21004656    | Inscrit        | 2007      |                |
| Küchenmörser                                                                                | Kalkstein, 18. Jahrhundert (?) | im Centre Hospitalier Universitaire (Hôpital François Mitterrand) (Lage)                  | PM21004657    | Inscrit        | 2007      |                |
| Küchenmörser                                                                                | Kalkstein, bemalt, 18. Jahrhundert (?) | im Centre Hospitalier Universitaire (Hôpital François Mitterrand) (Lage)                  | PM21004658    | Inscrit        | 2007      |                |
| Tischalembik                                                                                | Kupfer, Messing, Eisen, 19. Jahrhundert | im Centre Hospitalier Universitaire (Hôpital François Mitterrand) (Lage)                  | PM21004659    | Inscrit        | 2007      |                |
| Zwei Sirupkocher                                                                            | Kupfer, Messing, erste Hälfte des 20. Jahrhunderts | im Centre Hospitalier Universitaire (Hôpital François Mitterrand) (Lage)                  | PM21004660    | Inscrit        | 2007      |                |
| Tablettenform                                                                               | Akazienholz, Metall, verchromt, 19. Jahrhundert | im Centre Hospitalier Universitaire (Hôpital François Mitterrand) (Lage)                  | PM21004661    | Inscrit        | 2007      |                |
| Laborwaage                                                                                  | Akazienholz, Messing, Metall, erste Hälfte des 20. Jahrhunderts | im Centre Hospitalier Universitaire (Hôpital François Mitterrand) (Lage)                  | PM21004662    | Inscrit        | 2007      |                |
| Zwei Aderlassschalen                                                                        | Zinn, Mitte des 19. Jahrhunderts | im Centre Hospitalier Universitaire (Hôpital François Mitterrand) (Lage)                  | PM21004663    | Inscrit        | 2007      |                |
| Klistier                                                                                    | Zinn, Holz, 19. Jahrhundert | im Centre Hospitalier Universitaire (Hôpital François Mitterrand) (Lage)                  | PM21004664    | Inscrit        | 2007      |                |
| Bettpfanne                                                                                  | Zinn, zweite Hälfte des 19. Jahrhunderts | im Centre Hospitalier Universitaire (Hôpital François Mitterrand) (Lage)                  | PM21004665    | Inscrit        | 2007      |                |
| Orthese                                                                                     | Messing, 19. Jahrhundert (?) | im Centre Hospitalier Universitaire (Hôpital François Mitterrand) (Lage)                  | PM21004666    | Inscrit        | 2007      |                |
| Sterilisator                                                                                | Kupfer, Eisen, 19. Jahrhundert | im Centre Hospitalier Universitaire (Hôpital François Mitterrand) (Lage)                  | PM21004667    | Inscrit        | 2007      |                |
| Zwei Waschschüsseln                                                                         | Kupfer, 19. Jahrhundert | im Centre Hospitalier Universitaire (Hôpital François Mitterrand) (Lage)                  | PM21004668    | Inscrit        | 2007      |                |
| Zwei Bettflaschen                                                                           | Zinn, 19. Jahrhundert | im Centre Hospitalier Universitaire (Hôpital François Mitterrand) (Lage)                  | PM21004669    | Inscrit        | 2007      |                |
| Autoklav                                                                                    | Kupfer, Messing, um 1900 | im Centre Hospitalier Universitaire (Hôpital François Mitterrand) (Lage)                  | PM21004670    | Inscrit        | 2007      |                |
| Tafel des Bereitschaftsdienstes                                                             | Holz, bemalt, um 1900 | im Centre Hospitalier Universitaire (Hôpital François Mitterrand) (Lage)                  | PM21004671    | Inscrit        | 2007      |                |
| Zwei Umhänge                                                                                | Wolltuch, Mitte des 20. Jahrhunderts | im Centre Hospitalier Universitaire (Hôpital François Mitterrand) (Lage)                  | PM21004672    | Inscrit        | 2007      |                |
| Sieblöffel                                                                                  | Zinn, zweite Hälfte des 19. Jahrhunderts | im Centre Hospitalier Universitaire (Hôpital François Mitterrand) (Lage)                  | PM21004673    | Inscrit        | 2007      |                |
| Zwei Krüge                                                                                  | Zinn, Mitte des 19. Jahrhunderts | im Centre Hospitalier Universitaire (Hôpital François Mitterrand) (Lage)                  | PM21004674    | Inscrit        | 2007      |                |
| Platte                                                                                      | Zinn, um 1700, Zinngießer Paul Mutinot | im Centre Hospitalier Universitaire (Hôpital François Mitterrand) (Lage)                  | PM21004675    | Inscrit        | 2007      |                |
| Warmhalteteller                                                                             | Zinn, 19. Jahrhundert | im Centre Hospitalier Universitaire (Hôpital François Mitterrand) (Lage)                  | PM21004676    | Inscrit        | 2007      |                |
| Zwei Konserventöpfe                                                                         | Zinn, Mitte des 18. Jahrhunderts | im Centre Hospitalier Universitaire (Hôpital François Mitterrand) (Lage)                  | PM21004677    | Inscrit        | 2007      |                |
| Konserventopf                                                                               | Zinn, zweite Hälfte des 19. Jahrhunderts | im Centre Hospitalier Universitaire (Hôpital François Mitterrand) (Lage)                  | PM21004678    | Inscrit        | 2007      |                |
| Zwei Takenplatten                                                                           | Gusseisen, um 1700 | im Centre Hospitalier Universitaire (Hôpital François Mitterrand) (Lage)                  | PM21004679    | Inscrit        | 2007      |                |
| Schrank                                                                                     | Eichenholz, Schmiedeeisen, 17. Jahrhundert | im Centre Hospitalier Universitaire (Hôpital François Mitterrand) (Lage)                  | PM21004680    | Inscrit        | 2007      |                |
| Nachttisch                                                                                  | Eichenholz, um 1700 | im Centre Hospitalier Universitaire (Hôpital François Mitterrand) (Lage)                  | PM21004681    | Inscrit        | 2007      |                |
| Drei Tische                                                                                 | Eichenholz, 17. Jahrhundert | im Centre Hospitalier Universitaire (Hôpital François Mitterrand) (Lage)                  | PM21004682    | Inscrit        | 2007      |                |
| Tisch                                                                                       | Eichen- und Buchenholz, 17. Jahrhundert | im Centre Hospitalier Universitaire (Hôpital François Mitterrand) (Lage)                  | PM21004683    | Inscrit        | 2007      |                |
| Tisch                                                                                       | Eichenholz, bemalt, 17. Jahrhundert | im Centre Hospitalier Universitaire (Hôpital François Mitterrand) (Lage)                  | PM21004684    | Inscrit        | 2007      |                |
| Carteluhr                                                                                   | aus dem 18. Jahrhundert (?) | im Centre Hospitalier Universitaire (Hôpital François Mitterrand) (Lage)                  | PM21004685    | Inscrit        | 2007      |                |
| Zwei Wandleuchter und zwei Grafiken                                                         | Holz, vergoldet, Steindruck, Datierung unklar: 18. oder 19. Jahrhundert | im Centre Hospitalier Universitaire (Hôpital François Mitterrand) (Lage)                  | PM21004686    | Inscrit        | 2007      |                |
| Unterschrank eines Klappsekretärs                                                           | Holz, Marmor, Bronze, zweite Hälfte des 18. Jahrhunderts | im Centre Hospitalier Universitaire (Hôpital François Mitterrand) (Lage)                  | PM21004687    | Inscrit        | 2007      |                |
| Wappenrelief                                                                                | Eichenholz, 18. Jahrhundert | im Centre Hospitalier Universitaire (Hôpital François Mitterrand) (Lage)                  | PM21004688    | Inscrit        | 2007      |                |
| Kinderbett                                                                                  | Akazienholz, 19. Jahrhundert | im Centre Hospitalier Universitaire (Hôpital François Mitterrand) (Lage)                  | PM21004689    | Inscrit        | 2007      |                |
| Nachthocker                                                                                 | Nussbaumholz, 19. Jahrhundert | im Centre Hospitalier Universitaire (Hôpital François Mitterrand) (Lage)                  | PM21004690    | Inscrit        | 2007      |                |
| Pietà                                                                                       | Kalkstein, Ende des 15. Jahrhunderts | im Centre Hospitalier Universitaire (Hôpital François Mitterrand) (Lage)                  | PM21004691    | Inscrit        | 2007      |                |
| Skulptur Sitzende Madonna mit Kind                                                          | Holz, farbig gefasst, 15. Jahrhundert | im Centre Hospitalier Universitaire (Hôpital François Mitterrand) (Lage)                  | PM21004693    | Inscrit        | 2007      |                |
| Skulptur Sitzende Madonna mit Kind                                                          | Holz, farbig gefasst, 15. Jahrhundert | im Centre Hospitalier Universitaire (Hôpital François Mitterrand) (Lage)                  | PM21004694    | Inscrit        | 2007      |                |
| Skulptur Madonna mit Kind                                                                   | Holz, farbig gefasst und vergoldet, zweite Hälfte des 17. Jahrhunderts | im Centre Hospitalier Universitaire (Hôpital François Mitterrand) (Lage)                  | PM21004695    | Inscrit        | 2007      |                |
| Skulptur Madonna mit Kind                                                                   | Pappelholz, 17. Jahrhundert | im Centre Hospitalier Universitaire (Hôpital François Mitterrand) (Lage)                  | PM21004696    | Inscrit        | 2007      |                |
| Skulptur Madonna mit Kind                                                                   | Holz, farbig gefasst, 17. Jahrhundert | im Centre Hospitalier Universitaire (Hôpital François Mitterrand) (Lage)                  | PM21004697    | Inscrit        | 2007      |                |
| Skulpturengruppe Mariä Himmelfahrt                                                          | Holz, vergoldet, 18. Jahrhundert | im Centre Hospitalier Universitaire (Hôpital François Mitterrand) (Lage)                  | PM21004699    | Inscrit        | 2007      |                |
| Skulptur Madonna mit Kind                                                                   | Holz, farbig gefasst und vergoldet, erste Hälfte des 18. Jahrhunderts | im Centre Hospitalier Universitaire (Hôpital François Mitterrand) (Lage)                  | PM21004700    | Inscrit        | 2007      |                |
| Tisch                                                                                       | Nussbaum- und Eichenholz, Schmiedeeisen, 18. Jahrhundert | im Centre Hospitalier Universitaire (Hôpital François Mitterrand) (Lage)                  | PM21004709    | Inscrit        | 2007      |                |
| Schrank                                                                                     | Eichenholz, Schmiedeeisen, Ende des 18. Jahrhunderts | im Centre Hospitalier Universitaire (Hôpital François Mitterrand) (Lage)                  | PM21004710    | Inscrit        | 2007      |                |
| Skulptur Verkündigungsmadonna                                                               | Holz, farbig gefasst und vergoldet, Anfang des 15. Jahrhunderts | im Centre Hospitalier Universitaire (Hôpital François Mitterrand) (Lage)                  | PM21004713    | Inscrit        | 2007      |                |
| Kapellenportal                                                                              | Kalkstein, Ende des 14. Jahrhunderts, Bildhauer Claus Sluter | in der Chartreuse de Champmol (Kapelle) (Lage)                                            | PM21000918    | Classé         | 1840      | weitere Bilder |
| Mosesbrunnen                                                                                | Kalkstein, farbig gefasst und vergoldet, Ende des 14. Jahrhunderts, Bildhauer Claus Sluter | in der Chartreuse de Champmol (Innenhof) (Lage)                                           | PM21000919    | Classé         | 1840      | weitere Bilder |
| Drei Wappenfenster                                                                          | Buntglas, Mitte des 15. Jahrhunderts, 1844 neu gefasst; aus der Kirche St-Jean-Baptiste | in der Chartreuse de Champmol (Kapelle) (Lage)                                            | PM21000920    | Classé         | 1902      |                |
| Jakobsbrunnen                                                                               | Kalkstein, Schmiedeeisen, 15. Jahrhundert | in der Chartreuse de Champmol (Parkanlage) (Lage)                                         | PM21000921    | Classé         | 1902      | weitere Bilder |
| Kirchengestühl                                                                              | Holz, Mitte des 19. Jahrhunderts | in der Chartreuse de Champmol (Kapelle) (Lage)                                            | PM21004832    | Inscrit        | 2009      |                |
| Zwei Zelebrantenstühle                                                                      | Holz, Mitte des 19. Jahrhunderts | in der Chartreuse de Champmol (Kapelle) (Lage)                                            | PM21004833    | Inscrit        | 2009      |                |
| Gemälde Heilung des Besessenen                                                              | Ölfarbe auf Leinwand, 19. Jahrhundert; nach Raffael | in der Chartreuse de Champmol (Kapelle) (Lage)                                            | PM21004834    | Inscrit        | 2009      |                |
| Gemälde Heilung des Gelähmten                                                               | Ölfarbe auf Leinwand, 19. Jahrhundert; nach Raffael | in der Chartreuse de Champmol (Kapelle) (Lage)                                            | PM21004835    | Inscrit        | 2009      |                |
| Gemälde Heiliger Bruno (?)                                                                  | Ölfarbe auf Leinwand, vergoldeter Holzrahmen, 18. Jahrhundert | in der Chartreuse de Champmol (Kapelle) (Lage)                                            | PM21004836    | Inscrit        | 2009      |                |
| Kommunionbank                                                                               | Gusseisen, Mitte des 19. Jahrhunderts | in der Chartreuse de Champmol (Kapelle) (Lage)                                            | PM21004837    | Inscrit        | 2009      |                |
| Skulptur Heiliger Benignus                                                                  | mit Konsole; Stein, Mitte des 19. Jahrhunderts | in der Chartreuse de Champmol (Kapelle) (Lage)                                            | PM21004838    | Inscrit        | 2009      |                |
| Skulptur Madonna mit Kind                                                                   | mit Konsole; Stein, Mitte des 19. Jahrhunderts | in der Chartreuse de Champmol (Kapelle) (Lage)                                            | PM21004839    | Inscrit        | 2009      |                |
| Beichtstuhl                                                                                 | Holz, Mitte des 19. Jahrhunderts | in der Chartreuse de Champmol (Kapelle) (Lage)                                            | PM21004840    | Inscrit        | 2009      |                |
| Sofa                                                                                        | Holz, Stoff, erste Hälfte des 19. Jahrhunderts | in der École nationale supérieure d’art de Dijon (Lage)                                   | PM21004168    | Inscrit        | 1995      |                |
| Sechs Sessel                                                                                | Holz, Stoff, erste Hälfte des 19. Jahrhunderts | in der École nationale supérieure d’art de Dijon (Lage)                                   | PM21004169    | Inscrit        | 1995      |                |
| Schreibtisch                                                                                | Holz, erste Hälfte des 20. Jahrhunderts | in der École nationale supérieure d’art de Dijon (Lage)                                   | PM21004170    | Inscrit        | 1995      |                |
| Abguss einer Karyatide des Erechtheions                                                     | Gips, ohne Datierung | in der École nationale supérieure d’art de Dijon (Lage)                                   | PM21007109    | Inscrit        | 2021      |                |
| Abguss einer Karyatide des Erechtheions                                                     | Gips, ohne Datierung | in der École nationale supérieure d’art de Dijon (Lage)                                   | PM21007110    | Inscrit        | 2021      |                |
| Abguss des Triptolemos-Reliefs aus Eleusis                                                  | Gips, ohne Datierung | in der École nationale supérieure d’art de Dijon (Lage)                                   | PM21007111    | Inscrit        | 2021      |                |
| Zehn Klappstühle                                                                            | aus dem Palast der Stände von Burgund; Holz, Leder, 18. Jahrhundert | im Hôtel Rolin (Départemensarchiv) (Lage)                                                 | PM21002970    | Classé         | 1995      |                |
| Pique-Fleurs-Vase                                                                           | Fayence, Ende des 18. Jahrhunderts | im Hôtel Rolin (Départemensarchiv) (Lage)                                                 | PM21002971    | Classé         | 1999      |                |
| Maurerkelle mit dem Wappen von Guillaume Sembel                                             | Bronze, vergoldet, bezeichnet 1938 | im Diözesanarchiv (Lage)                                                                  | PM21005233    | Inscrit        | 2019      |                |
| 50 Eichmaße                                                                                 | 20 Gewichts-, 24 Hohl- und sechs Längenmaße; Messing, Kupfer, Bronze, Eisen, 16. bis 18. Jahrhundert | im Stadtarchiv (Lage)                                                                     | PM21000992    | Classé         | 1919      |                |
| Fahne zur Ausrufung der Dritten Republik                                                    | mit Fahnenstange; Stoff, Holz, bezeichnet 5. September 1870 | im Stadtarchiv (Lage)                                                                     | PM21007143    | Inscrit        | 2024      |                |
| Fahne der Freiwilligen der Côte d’Or im Deutsch-französischen Krieg                         | mit Fahnenstange; Stoff, Holz, 1870 | im Stadtarchiv (Lage)                                                                     | PM21007144    | Inscrit        | 2024      |                |
| Fahne der Fédération ouvrière de la Côte d’Or                                               | mit Fahnenstange; Stoff, bestickt, Holz, bezeichnet 1893 | in der Bourse du Travail (Lage)                                                           | PM21005430    | Inscrit        | 2021      |                |
| Fahne der Fédération nationale des Travailleurs des Chemins de Fer, Syndicat de Dijon       | mit Fahnenstange; Stoff, bestickt, Holz, bezeichnet 1917 | in der Bourse du Travail (Lage)                                                           | PM21005431    | Inscrit        | 2021      |                |
| Fahne des Syndicat des métaux de Dijon in der CGT                                           | mit Fahnenstange; Stoff, bestickt, Holz, 20. Jahrhundert | in der Bourse du Travail (Lage)                                                           | PM21005432    | Inscrit        | 2021      |                |
| Gemälde Der zweite Weltfriedenskongress in Warschau im November 1950                        | Ölfarbe auf Leinwand, Holzrahmen, 1950 von André Claudot | in der Bourse du Travail (Lage)                                                           | PM21007138    | Inscrit        | 2024      |                |
| Gemälde Porträt von Pierre Semard                                                           | Ölfarbe auf Leinwand, Holzrahmen, 1950 von André Claudot | in der Bourse du Travail (Lage)                                                           | PM21007139    | Inscrit        | 2024      |                |
| Gemälde Arbeiter beim Schwefeln eines Weinbergs                                             | Ölfarbe auf Leinwand, Holzrahmen, zwischen 1935 und 1938 von André Claudot | in der Bourse du Travail (Lage)                                                           | PM21007140    | Inscrit        | 2024      |                |
| Gemälde Porträt von Auguste Blanchet                                                        | Ölfarbe auf Leinwand, Holzrahmen, 1978 von André Claudot | in der Bourse du Travail (Lage)                                                           | PM21007141    | Inscrit        | 2024      |                |
| Gemälde Blick auf Couchey                                                                   | Ölfarbe auf Leinwand, Holzrahmen, 1935 von André Claudot | in der Bourse du Travail (Lage)                                                           | PM21007142    | Inscrit        | 2024      |                |
| Fahne und fünf Orden des Deutsch-französischen Kriegs                                       | Seide, bestickt, Metall, Holzrahmen, nach 1871 | im EHPAD Champmaillot (Lage)                                                              | PM21007149    | Inscrit        | 2024      |                |
| Grabstein für Etienne de Til-Châtel                                                         | Kalkstein, 13. Jahrhundert; aus der Templerkommende Til-Châtel | in der Chapelle de la Bergerie (Lage)                                                     | PM21001001    | Classé         | 1988      |                |
| Wandgemälde                                                                                 | 1648 von Jean Tassel und Antoine Nicolas gemalt; 1949 weitgehend zerstört | in der Kapelle des Ursulinenklosters (Lage)                                               | PM21000840    | Classé         | 1932      |                |
| Panzer Duguay-Trouin                                                                        | M4A4 Sherman, 1942 oder 1943 gebaut | Cours Fleury (Lage)                                                                       | PM21003964    | Inscrit        | 1992      |                |
| Skulptur Gnadenstuhl                                                                        | Stein, farbig gefasst, um 1500 | im Franziskanerkloster (Lage)                                                             | PM21003006    | Classé         | 1997      |                |
| Grabstein für Roger Huguenin und seine Frau                                                 | Kalkstein, 16. Jahrhundert | in der Kirche St-Jean (Lage)                                                              | PM21000797    | Classé         | 1862      |                |
| Grabstein für Pierre Clinat                                                                 | Kalkstein, bezeichnet 1465 | in der Kirche St-Jean (Lage)                                                              | PM21000798    | Classé         | 1862      |                |
| Grabstein für ein Ehepaar                                                                   | Kalkstein, um 1600 | in der Kirche St-Jean (Lage)                                                              | PM21000799    | Classé         | 1862      |                |
| Grabstein für einen Mann                                                                    | Kalkstein, Mitte des 14. Jahrhunderts | in der Kirche St-Jean (Lage)                                                              | PM21000800    | Classé         | 1862      |                |
| Grabstein für einen Geistlichen                                                             | Kalkstein, Mitte des 14. Jahrhunderts | in der Kirche St-Jean (Lage)                                                              | PM21000801    | Classé         | 1862      |                |
| Grabstein für Philippe Douhet seine Frau Jacote                                             | Kalkstein, bezeichnet 1477 und 1487 | in der Kirche St-Jean (Lage)                                                              | PM21000802    | Classé         | 1931      |                |
| Grabstein für Jean Liegeart und seine Familie                                               | Kalkstein, zweite Hälfte des 15. Jahrhunderts | in der Kirche St-Jean (Lage)                                                              | PM21000803    | Classé         | 1931      |                |
| Grabstein für Philippe Marchefoing und Simone de Tart (?)                                   | Kalkstein, Marmor, zweite Hälfte des 15. Jahrhunderts | in der Kirche St-Jean (Lage)                                                              | PM21000804    | Classé         | 1931      |                |
| Kreuzweg                                                                                    | 14 Gemälde; Ölfarbe auf Leinwand, 1919 von Maurice Denis und Georges Desvallières | in der Kirche Ste-Chantal (Lage)                                                          | PM21006679    | Inscrit        | 2022      |                |
| Skulptur Heiliger Don Bosco                                                                 | Stein, 1930, Bildhauer Georges Serraz | in der Kirche St-Jean-Bosco (Lage)                                                        | PM21005234    | Inscrit        | 2019      |                |
| Glocke                                                                                      | Bronze, 14. Jahrhundert | in der Kirche St-Paul (Lage)                                                              | PM21006183    | Inscrit        | 2022      |                |
| Treppe mit Geländer                                                                         | Schmiedeeisen, 17. Jahrhundert | im Hôtel Brûlart (Lage)                                                                   | PM21000999    | Classé         | 1980      |                |
| Sechs Supraporten                                                                           | Ölfarbe auf Leinwand, 18. Jahrhundert | im Hôtel Brûlart (Lage)                                                                   | PM21002674    | Classé         | 1980      |                |
| Wandvertäfelung                                                                             | Holz, 18. Jahrhundert | im Hôtel Brûlart (Lage)                                                                   | PM21002675    | Classé         | 1980      |                |
| Drei Reliefs: Allegorien der Wissenschaft, Natur und Wahrheit                               | Grips, 1775, Bildhauer Guillaume Boichot | im Hôtel Despringles (Salon à l’italienne) (Lage)                                         | PM21000922    | Classé         | 1911      |                |
| Ausstattung des Salon à l’italienne                                                         | Wandvertäfelung, Reliefs, Gemälde und Zimmerdecke; Stuck, Holz, bemalt und vergoldet, Ölfarbe auf Leinwand, maroufliert, 18. Jahrhundert, Bildhauer Guillaume Boichot                                                                   | im Hôtel Despringles (Lage)                                                               | PM21001000    | Classé         | 1928      |                |
| Pendeluhr                                                                                   | mit Sockel; aus dem 18. Jahrhundert | im Palast der Herzöge und Stände von Burgund (Hôtel-de-Ville) (Lage)                      | PM21000923    | Classé         | 1909      |                |
| Relief Raub des Goldenen Vlieses                                                            | Kalkstein, 17. Jahrhundert, Bildhauer Jean Dubois | im Palast der Herzöge und Stände von Burgund (Hôtel-de-Ville) (Lage)                      | PM21000924    | Classé         | 1909      | weitere Bilder |
| Relief Allegorie der Weltgeltung                                                            | Kalkstein, 17. Jahrhundert, Bildhauer Jean Dubois | im Palast der Herzöge und Stände von Burgund (Hôtel-de-Ville) (Lage)                      | PM21000925    | Classé         | 1909      |                |
| Relief Ludwig XIV. unterwirft die Häresie                                                   | Kalkstein, Ende des 17. Jahrhunderts, Bildhauer Jean Dubois | im Palast der Herzöge und Stände von Burgund (Hôtel-de-Ville) (Lage)                      | PM21000926    | Classé         | 1909      |                |
| Zimmerdecke                                                                                 | Holz, Anfang des 16. Jahrhunderts | im Hôtel Godran (Lage)                                                                    | PM21003282    | Inscrit        | 1974      |                |
| 18 Abgüsse des Parthenonfrieses                                                             | Gips, 1892 in der Abgusswerkstatt des Louver hergestellt | im Lycée Carnot (Lage)                                                                    | PM21004871    | Inscrit        | 2013      |                |
| Skulptur Büste von Gustave Eiffel                                                           | Bronze, 1889, Bildhauer Léopold Bernstamm | im Lycée Gustave Eiffel (Lage)                                                            | PM21007150    | Inscrit        | 2024      |                |
| Lokomotivmodell 111 Virginie                                                                | 1864 gebaut | im Lycée Saint-Joseph (Lage)                                                              | PM21004171    | Inscrit        | 1995      |                |
| Skulptur Johanne von Orleans                                                                | Marmor, Bronze, 1903/04, Bildhauer Prosper d’Épinay | im EHPAD La Providence (Garten) (Lage)                                                    | PM21004890    | Inscrit        | 2013      |                |
| Pietà                                                                                       | Kalkstein, 15. Jahrhundert | im Haus 2 Rue du Tillot (Lage)                                                            | PM21000997    | Classé         | 1957      |                |
| Basis eines Altars                                                                          | Kalkstein, gallo-römisch; aus Savigny-lès-Beaune | im Musée archéologique (Lage)                                                             | PM21000994    | Classé Inscrit | 1926      |                |
| Oberteil eines Altars                                                                       | Kalkstein, gallo-römisch; aus Savigny-lès-Beaune | im Musée archéologique (Lage)                                                             | PM21000995    | Classé         | 1926      |                |
| Relief Epona                                                                                | Kalkstein, gallo-römisch; aus Allerey-en-Morvan (?) | im Musée archéologique (Lage)                                                             | PM21000996    | Classé         | 1942      |                |
| Hauptaltar der Kirche Ste-Anne                                                              | Baldachin und Skulpturengruppe Mariä Heimsuchung; Marmor, Holz, zwischen 1675 und 1678, Bildhauer Jean Dubois; aus dem Visitantinnenkloster                                                                                             | im Hospiz Sainte-Anne (Musée d’art sacré) (Lage)                                          | PM21000841    | Classé         | 1892 1928 |                |
| Epitaph für Pierre Odebert und Odette Maillard                                              | Kalkstein, Marmor, vergoldet, Ende des 17. Jahrhunderts, Bildhauer Jean Dubois | im Hospiz Sainte-Anne (Musée d’art sacré) (Lage)                                          | PM21000842    | Classé         | 1892 1928 |                |
| Epitaph für Louis Odebert                                                                   | Kalkstein, Marmor, vergoldet, 17. Jahrhundert, Bildhauer Jean Dubois | im Hospiz Sainte-Anne (Musée d’art sacré) (Lage)                                          | PM21000843    | Classé         | 1892 1928 |                |
| Kanzel der Kirche Ste-Anne                                                                  | Holz, vergoldet, 16. und 18. Jahrhundert | im Hospiz Sainte-Anne (Musée d’art sacré) (Lage)                                          | PM21000846    | Classé         | 1928      |                |
| Skulptur Unterweisung Mariens                                                               | Holz, vergoldet, 17. Jahrhundert | im Hospiz Sainte-Anne (Musée d’art sacré) (Lage)                                          | PM21000847    | Classé         | 1928      |                |
| Skulptur Madonna mit Kind                                                                   | Holz, vergoldet, 17. Jahrhundert | im Hospiz Sainte-Anne (Musée d’art sacré) (Lage)                                          | PM21000848    | Classé         | 1928      |                |
| Gedenktafel an eine Messstiftung                                                            | Kupfer, bezeichnet 1717 | im Hospiz Sainte-Anne (Musée d’art sacré) (Lage)                                          | PM21000849    | Classé         | 1928      |                |
| Schranke des Nonnenchors                                                                    | Schmiedeeisen, 18. Jahrhundert | im Hospiz Sainte-Anne (Musée d’art sacré) (Lage)                                          | PM21000850    | Classé         | 1928      |                |
| Zenotaph und Skulpturen von Pierre Odebert und Odette Maillard                              | Kalkstein, Marmor, 1812, Bildhauer Nicolas Bornier | im Hospiz Sainte-Anne (Musée d’art sacré) (Lage)                                          | PM21000851    | Classé         | 1928      | weitere Bilder |
| Gemälde Mariä Verkündigung                                                                  | Ölfarbe auf Leinwand, 1737 von Franz Anton Kraus | im Hospiz Sainte-Anne (Musée d’art sacré) (Lage)                                          | PM21000852    | Classé         | 1973      |                |
| Linker Seitenaltar                                                                          | Altartisch, Antependium, Altaraufbau, Tabernakel, Exposition und Retabel; Holz, farbig gefasst und vergoldet, Tapisserie, 1759 | im Hospiz Sainte-Anne (Musée d’art sacré) (Lage)                                          | PM21000853    | Classé         | 1980      |                |
| Rechter Seitenaltar                                                                         | Altartisch, Altaraufbau, Tabernakel und Exposition; Holz, farbig gefasst und vergoldet, zwischen 1760 und 1790, Bildhauer Antoine Besançon; aus der Kirche St-Florent-et-St-Honoré in Til-Châtel                                        | im Hospiz Sainte-Anne (Musée d’art sacré) (Lage)                                          | PM21000854    | Classé         | 1980      |                |
| 16 Gemälde von Bischöfen von Dijon                                                          | Ölfarbe auf Leinwand, 18. und 19. Jahrhundert, verschiedene Maler (u. a. Mathieu Geslin und Jacques Raverat); in der Kathedrale St-Bénigne deponiert                                                                                    | im Hospiz Sainte-Anne (Musée d’art sacré) (Lage)                                          | PM21000938    | Classé         | 1975      |                |
| Skulptur Heiliger Augustinus                                                                | Kalkstein, zwischen 1718 und 1725, Bildhauer Jean-Baptiste Bouchardon; aus dem Ursulinenkloster; Verbleib unbekannt | im Hospiz Sainte-Anne (Musée d’art sacré) (Lage)                                          | PM21000939    | Classé         | 1908      |                |
| Zwei Altarflügel mit Mariendarstellungen                                                    | verso: Stifterbilder in Grisaille; Ölfarbe auf Holz, erste Hälfte des 16. Jahrhunderts; aus der Kirche Nativité-de-la-Vierge in Esbarres                                                                                                | im Hospiz Sainte-Anne (Musée d’art sacré) (Lage)                                          | PM21000958    | Classé         | 1912      |                |
| Zwei Arzneikannen                                                                           | Fayence, 18. Jahrhundert | im Hospiz Sainte-Anne (Musée de la vie bourguignonne) (Lage)                              | PM21000946    | Classé         | 1948      |                |
| Zwei Ziervasen                                                                              | Fayence, 18. Jahrhundert | im Hospiz Sainte-Anne (Musée de la vie bourguignonne) (Lage)                              | PM21000947    | Classé         | 1948      |                |
| Chorschranke                                                                                | Holz, Mitte des 16. Jahrhunderts, Bildhauer Hugues Sambin | im Palais de Justice (Kapelle St-Esprit) (Lage)                                           | PM21000960    | Classé         | 1879      |                |
| Zimmerdecke                                                                                 | Holz, bemalt, 17. Jahrhundert | im Palais de Justice (Salle des avocats) (Lage)                                           | PM21000961    | Classé         | 1879      |                |
| Zimmerdecke                                                                                 | Holz, bemalt, bezeichnet 1522 | im Palais de Justice (Salle dorée) (Lage)                                                 | PM21000962    | Classé         | 1879      |                |
| Drei Buntglasfenster                                                                        | Buntglas, erste Hälfte des 16. Jahrhunderts, Ende des 19. Jahrhunderts durch Édouard Didron stark restauriert | im Palais de Justice (Salle dorée) (Lage)                                                 | PM21000963    | Classé         | 1879      |                |
| Wandvertäfelung mit allegoreschen Gemälden                                                  | Holz, Ölfarbe auf Holz, 1619 von Richard Tassel; nach Cesare Ripa; demontiert | im Palais de Justice (Salle dorée) (Lage)                                                 | PM21000964    | Classé         | 1879      |                |
| Deckengemälde                                                                               | Ölfarbe auf Leinwand, maroufliert, 1688 von Gabriel Revel | im Palais de Justice (Bibliothek) (Lage)                                                  | PM21000966    | Classé         | 1879      |                |
| Gemälde Berufung des heiligen Matthäus                                                      | Ölfarbe auf Leinwand, um 1600; nach Caravaggio | im Palais de Justice (Lage)                                                               | PM21000967    | Classé         | 1891      |                |
| Pendeluhr                                                                                   | aus dem 17. Jahrhundert | im Palais de Justice (Lage)                                                               | PM21000968    | Classé         | 1928      |                |
| Zimmerdecke                                                                                 | Holz, vergoldet, 17. Jahrhundert | im Palais de Justice (Cour d’assises) (Lage)                                              | PM21000971    | Classé         | 1879      |                |
| Gemälde Die Schule von Athen                                                                | Ölfarbe auf Leinwand, vergoldert Holzrahmen, 1780 von Bénigne Gagnereaux; nach Raffael | im Palais de Justice (Lage)                                                               | PM21000972    | Classé         | 1928      |                |
| Pendeluhr                                                                                   | aus dem 18. Jahrhundert | im Palais de Justice (Lage)                                                               | PM21000973    | Classé         | 1891      |                |
| Gemälde Ester vor Ahasveros                                                                 | Ölfarbe auf Leinwand, 1679 von Gilbert Francart; im Musée des Beaux-Arts deponiert | im Palais de Justice (Lage)                                                               | PM21000974    | Classé         | 1928      |                |
| Pendeluhr                                                                                   | aus dem 19. Jahrhundert | im Palais de Justice (Lage)                                                               | PM21000975    | Classé         | 1928      |                |
| Überreste des Monument Grangier: Skulpturen                                                 | Marmor, Kalkstein, 1916, Bildhauer Paul Gasq, 1967 abgebaut; erhalten: - Skulptur La Bonté, am EHPAD Champmaillot aufgestellt - Medaillon mit den Profilen von Sophie und Henri Grangier, im Musée des Beaux-Art deponiert              | Place Grangier (Lage)                                                                     | PM21004815    | Inscrit        | 2006      |                |
| Überreste des Monument Grangier: Brunnenbecken                                              | Marmor, Kalkstein, 1914, Bildhauer Xavier Schanosky, 1967 abgebaut; erhalten: Sockel, Einfassung und Delphinskulpturen, im Musée des Beaux-Art deponiert                                                                                | Place Grangier (Lage)                                                                     | PM21004816    | Inscrit        | 2006      |                |
| Neun Kirchenfenster                                                                         | Buntglas, zwischen 1893 und 1896 von Édouard Didron | in der Kirche La Bonne Nouvelle (Lage)                                                    | PM21000998    | Classé         | 1975      |                |
| 50 Sitzmöbel                                                                                | Sessel, Stühle, Hocker und Bänke; Eschen- und Akazienholz, Stoff, 1828, Kunstschreiner Jean-Jacques Werner | im städtischen Theater (Lage)                                                             | PM21004870    | Inscrit        | 2013      |                |
| Prozessionsstab Heiliger Fiacrius                                                           | mit Medaillen; Holz, farbig gefasst und vergoldet, Silber, Metall, 18. Jahrhundert; zugehörig ein Verzeichnis der Träger ab 1752 | in der Konfrerie Saint-Fiacre (Lage)                                                      | PM21004868    | Inscrit        | 2013      |                |
| 181 Pflanzenmodelle und neun anatomischen Modelle                                           | 181 Pflanzenmodelle von Robert Brendel, um 1900; neun Modelle zur menschlichen Anatomie von Louis Auzoux, 19. Jahrhundert Ensemble aus PM21005216 bis PM21005225 und PM21005244 bis PM21005414 PM21005216 bis PM21005225 2019 gestohlen | in der Université de Bourgogne (Faculté des Sciences) (Lage)                              | PM21005226    | Inscrit        | 2019      |                |